# Lista över fornlämningar i Tanums kommun (Kville)
Lista över fornlämningar i Tanums kommun (Kville) är en förteckning av ett urval av de fornlämningar som finns i Kville i Tanums kommun.
| Namn                                | Lämningstyp                      | Tillkomsttid | Historisk indelning | Plats | Läge                 | ID-nr          | Bild                                      |
| ----------------------------------- | -------------------------------- | ------------ | ------------------- | ----- | -------------------- | -------------- | ----------------------------------------- |
| Kville 1:1                          | Hällristning                     |              | Kville, Bohuslän    |       | 58.634154, 11.359713 | 10156400010001 | Ladda upp en bild av detta fornminne      |
| Kville 2:1                          | Hällristning                     |              | Kville, Bohuslän    |       | 58.629513, 11.358537 | 10156400020001 | Ladda upp en bild av detta fornminne      |
| Kville 3:1                          | Hällristning                     |              | Kville, Bohuslän    |       | 58.629492, 11.357489 | 10156400030001 | Ladda upp en bild av detta fornminne      |
| Kville 4:1                          | Hällristning                     |              | Kville, Bohuslän    |       | 58.629460, 11.356683 | 10156400040001 | Ladda upp en bild av detta fornminne      |
| Kville 6:1                          | Hällristning                     |              | Kville, Bohuslän    |       | 58.626627, 11.366947 | 10156400060001 | Ladda upp en bild av detta fornminne      |
| Kville 8:1                          | Hällristning                     |              | Kville, Bohuslän    |       | 58.626518, 11.367820 | 10156400080001 | Ladda upp en bild av detta fornminne      |
| Kville 9:1                          | Hällristning                     |              | Kville, Bohuslän    |       | 58.628713, 11.372979 | 10156400090001 | Ladda upp en bild av detta fornminne      |
| Kville 10:1                         | Hällristning                     |              | Kville, Bohuslän    |       | 58.644581, 11.391916 | 10156400100001 | Ladda upp en bild av detta fornminne      |
| Kville 11:1                         | Hällristning                     |              | Kville, Bohuslän    |       | 58.644993, 11.391128 | 10156400110001 | Ladda upp en bild av detta fornminne      |
| Kville 12:1                         | Hällristning                     |              | Kville, Bohuslän    |       | 58.642668, 11.389930 | 10156400120001 | Ladda upp en bild av detta fornminne      |
| Kville 13:1                         | Hällristning                     |              | Kville, Bohuslän    |       | 58.624640, 11.362799 | 10156400130001 | Ladda upp en bild av detta fornminne      |
| Kville 13:2                         | Hällristning                     |              | Kville, Bohuslän    |       | 58.624832, 11.362607 | 10156400130002 | Ladda upp en bild av detta fornminne      |
| Kville 14:1                         | Hällristning                     |              | Kville, Bohuslän    |       | 58.616395, 11.348756 | 10156400140001 | Ladda upp en bild av detta fornminne      |
| Kville 15:1                         | Hällristning                     |              | Kville, Bohuslän    |       | 58.617070, 11.317012 | 10156400150001 | Ladda upp en bild av detta fornminne      |
| Kville 16:1                         | Hällristning                     |              | Kville, Bohuslän    |       | 58.594256, 11.347361 | 10156400160001 | Ladda upp en bild av detta fornminne      |
| Kville 17:1                         | Hällristning                     |              | Kville, Bohuslän    |       | 58.594221, 11.347072 | 10156400170001 | Ladda upp en bild av detta fornminne      |
| Kville 17:2                         | Hällristning                     |              | Kville, Bohuslän    |       | 58.594159, 11.347096 | 10156400170002 | Ladda upp en bild av detta fornminne      |
| Kville 18:1                         | Hällristning                     |              | Kville, Bohuslän    |       | 58.628902, 11.355790 | 10156400180001 | Ladda upp en bild av detta fornminne      |
| Kville 18:2                         | Gravfält                         |              | Kville, Bohuslän    |       | 58.628952, 11.356052 | 10156400180002 | Ladda upp en bild av detta fornminne      |
| Kville 20:1                         | Hällristning                     |              | Kville, Bohuslän    |       | 58.625283, 11.375541 | 10156400200001 | Ladda upp en bild av detta fornminne      |
| Kville 21:1                         | Hällristning                     |              | Kville, Bohuslän    |       | 58.620650, 11.368398 | 10156400210001 | Ladda upp en bild av detta fornminne      |
| Kville 22:1                         | Hällristning                     |              | Kville, Bohuslän    |       | 58.618058, 11.366964 | 10156400220001 | Ladda upp en bild av detta fornminne      |
| Kville 23:1                         | Hällristning                     |              | Kville, Bohuslän    |       | 58.623929, 11.368710 | 10156400230001 | Ladda upp en bild av detta fornminne      |
| Kville 24:1                         | Hällristning                     |              | Kville, Bohuslän    |       | 58.630665, 11.369935 | 10156400240001 | Ladda upp en bild av detta fornminne      |
| Kville 25:1                         | Hällristning                     |              | Kville, Bohuslän    |       | 58.586806, 11.350284 | 10156400250001 | Ladda upp en bild av detta fornminne      |
| Kville 26:1                         | Hällristning                     |              | Kville, Bohuslän    |       | 58.586409, 11.350518 | 10156400260001 | Ladda upp en bild av detta fornminne      |
| Kville 27:1                         | Hällristning                     |              | Kville, Bohuslän    |       | 58.583002, 11.370212 | 10156400270001 | Ladda upp en bild av detta fornminne      |
| Kville 28:1                         | Hällristning                     |              | Kville, Bohuslän    |       | 58.575789, 11.381412 | 10156400280001 | Ladda upp en bild av detta fornminne      |
| Kville 29:1                         | Hällristning                     |              | Kville, Bohuslän    |       | 58.578929, 11.347616 | 10156400290001 | Ladda upp en bild av detta fornminne      |
| Kville 30:1                         | Hällristning                     |              | Kville, Bohuslän    |       | 58.581827, 11.344532 | 10156400300001 | Ladda upp en bild av detta fornminne      |
| Kville 31:1                         | Hällristning                     |              | Kville, Bohuslän    |       | 58.581352, 11.349341 | 10156400310001 | Ladda upp en bild av detta fornminne      |
| Kville 31:2                         | Hällristning                     |              | Kville, Bohuslän    |       | 58.581373, 11.349426 | 10156400310002 | Ladda upp en bild av detta fornminne      |
| Kville 32:1                         | Hällristning                     |              | Kville, Bohuslän    |       | 58.580886, 11.345541 | 10156400320001 | Ladda upp en bild av detta fornminne      |
| Kville 33:1                         | Hällristning                     |              | Kville, Bohuslän    |       | 58.580258, 11.348191 | 10156400330001 | Ladda upp en bild av detta fornminne      |
| Kville 34:1                         | Hällristning                     |              | Kville, Bohuslän    |       | 58.574662, 11.350239 | 10156400340001 | Ladda upp en bild av detta fornminne      |
| Kville 35:1                         | Hällristning                     |              | Kville, Bohuslän    |       | 58.575116, 11.353319 | 10156400350001 | Ladda upp en bild av detta fornminne      |
| Kville 36:1                         | Hällristning                     |              | Kville, Bohuslän    |       | 58.575134, 11.351855 | 10156400360001 | Ladda upp en bild av detta fornminne      |
| Kville 36:2                         | Hällristning                     |              | Kville, Bohuslän    |       | 58.575126, 11.352183 | 10156400360002 | Ladda upp en bild av detta fornminne      |
| Kville 38:1                         | Hällristning                     |              | Kville, Bohuslän    |       | 58.575793, 11.350802 | 10156400380001 | Ladda upp en bild av detta fornminne      |
| Kville 39:1                         | Hällristning                     |              | Kville, Bohuslän    |       | 58.575725, 11.345048 | 10156400390001 | Ladda upp en bild av detta fornminne      |
| Kville 40:1                         | Hällristning                     |              | Kville, Bohuslän    |       | 58.575460, 11.344012 | 10156400400001 | Ladda upp en bild av detta fornminne      |
| Kville 40:2                         | Hällristning                     |              | Kville, Bohuslän    |       | 58.575462, 11.344153 | 10156400400002 | Ladda upp en bild av detta fornminne      |
| Kville 41:1                         | Hällristning                     |              | Kville, Bohuslän    |       | 58.574830, 11.343652 | 10156400410001 | Ladda upp en bild av detta fornminne      |
| Kville 41:2                         | Hällristning                     |              | Kville, Bohuslän    |       | 58.574914, 11.343780 | 10156400410002 | Ladda upp en bild av detta fornminne      |
| Kville 42:1                         | Hällristning                     |              | Kville, Bohuslän    |       | 58.572290, 11.349591 | 10156400420001 | Ladda upp en bild av detta fornminne      |
| Kville 43:1                         | Hällristning                     |              | Kville, Bohuslän    |       | 58.577759, 11.358150 | 10156400430001 | Ladda upp en bild av detta fornminne      |
| Kville 43:2                         | Hällristning                     |              | Kville, Bohuslän    |       | 58.577915, 11.358546 | 10156400430002 | Ladda upp en bild av detta fornminne      |
| Kville 44:1                         | Hällristning                     |              | Kville, Bohuslän    |       | 58.579105, 11.361338 | 10156400440001 | Ladda upp en bild av detta fornminne      |
| Kville 45:1                         | Hällristning                     |              | Kville, Bohuslän    |       | 58.570242, 11.364915 | 10156400450001 | Ladda upp en bild av detta fornminne      |
| Kville 45:2                         | Hällristning                     |              | Kville, Bohuslän    |       | 58.570062, 11.365210 | 10156400450002 | Ladda upp en bild av detta fornminne      |
| Kville 46:1                         | Hällristning                     |              | Kville, Bohuslän    |       | 58.570761, 11.363671 | 10156400460001 | Ladda upp en bild av detta fornminne      |
| Kville 47:1                         | Hällristning                     |              | Kville, Bohuslän    |       | 58.568787, 11.372039 | 10156400470001 | Ladda upp en bild av detta fornminne      |
| Kville 48:1                         | Hällristning                     |              | Kville, Bohuslän    |       | 58.574975, 11.372319 | 10156400480001 | Ladda upp en bild av detta fornminne      |
| Kville 49:1                         | Hällristning                     |              | Kville, Bohuslän    |       | 58.570133, 11.378200 | 10156400490001 | Ladda upp en bild av detta fornminne      |
| Kville 50:1                         | Hällristning                     |              | Kville, Bohuslän    |       | 58.567815, 11.379659 | 10156400500001 | Ladda upp en bild av detta fornminne      |
| Kville 51:1                         | Hällristning                     |              | Kville, Bohuslän    |       | 58.566774, 11.382954 | 10156400510001 | Ladda upp en bild av detta fornminne      |
| Kville 51:2                         | Hällristning                     |              | Kville, Bohuslän    |       | 58.566918, 11.382956 | 10156400510002 | Ladda upp en bild av detta fornminne      |
| Kville 51:3                         | Hällristning                     |              | Kville, Bohuslän    |       | 58.566981, 11.383029 | 10156400510003 | Ladda upp en bild av detta fornminne      |
| Kville 52:1                         | Hällristning                     |              | Kville, Bohuslän    |       | 58.566548, 11.383512 | 10156400520001 | Ladda upp en bild av detta fornminne      |
| Kville 53:1                         | Hällristning                     |              | Kville, Bohuslän    |       | 58.643940, 11.390845 | 10156400530001 | Ladda upp en bild av detta fornminne      |
| Kville 54:1                         | Hällristning                     |              | Kville, Bohuslän    |       | 58.569247, 11.350531 | 10156400540001 | Ladda upp en bild av detta fornminne      |
| Kville 55:1                         | Hällristning                     |              | Kville, Bohuslän    |       | 58.563960, 11.359139 | 10156400550001 | Ladda upp en bild av detta fornminne      |
| Kville 56:1                         | Hällristning                     |              | Kville, Bohuslän    |       | 58.563674, 11.367188 | 10156400560001 | Ladda upp en bild av detta fornminne      |
| Kville 57:1                         | Hällristning                     |              | Kville, Bohuslän    |       | 58.563521, 11.368666 | 10156400570001 | Ladda upp en bild av detta fornminne      |
| Kville 58:1                         | Hällristning                     |              | Kville, Bohuslän    |       | 58.566087, 11.380743 | 10156400580001 | Ladda upp en bild av detta fornminne      |
| Kville 58:2                         | Hällristning                     |              | Kville, Bohuslän    |       | 58.565986, 11.380944 | 10156400580002 | Ladda upp en bild av detta fornminne      |
| Kville 59:1                         | Hällristning                     |              | Kville, Bohuslän    |       | 58.570814, 11.397210 | 10156400590001 | Ladda upp en bild av detta fornminne      |
| Kville 59:2                         | Hällristning                     |              | Kville, Bohuslän    |       | 58.570918, 11.397079 | 10156400590002 | Ladda upp en bild av detta fornminne      |
| Kville 60:1                         | Hällristning                     |              | Kville, Bohuslän    |       | 58.571254, 11.397798 | 10156400600001 | Ladda upp en bild av detta fornminne      |
| Kville 60:2                         | Hällristning                     |              | Kville, Bohuslän    |       | 58.571240, 11.397628 | 10156400600002 | Ladda upp en bild av detta fornminne      |
| Kville 61:1                         | Hällristning                     |              | Kville, Bohuslän    |       | 58.554219, 11.394560 | 10156400610001 | Ladda upp en bild av detta fornminne      |
| Kville 62:1                         | Hällristning                     |              | Kville, Bohuslän    |       | 58.552328, 11.411677 | 10156400620001 | Ladda upp en bild av detta fornminne      |
| Kville 63:1                         | Hällristning                     |              | Kville, Bohuslän    |       | 58.552458, 11.411835 | 10156400630001 | Ladda upp en bild av detta fornminne      |
| Kville 64:1                         | Hällristning                     |              | Kville, Bohuslän    |       | 58.553566, 11.393137 | 10156400640001 | Ladda upp en bild av detta fornminne      |
| Kville 66:1                         | Hällristning                     |              | Kville, Bohuslän    |       | 58.552897, 11.390306 | 10156400660001 | Ladda upp en bild av detta fornminne      |
| Kville 67:1                         | Hällristning                     |              | Kville, Bohuslän    |       | 58.544515, 11.410493 | 10156400670001 | Ladda upp en bild av detta fornminne      |
| Kville 68:1                         | Hällristning                     |              | Kville, Bohuslän    |       | 58.541242, 11.410453 | 10156400680001 | Ladda upp en bild av detta fornminne      |
| Kville 69:1                         | Hällristning                     |              | Kville, Bohuslän    |       | 58.541865, 11.409110 | 10156400690001 | Ladda upp en bild av detta fornminne      |
| Kville 71:1                         | Hällristning                     |              | Kville, Bohuslän    |       | 58.541550, 11.408157 | 10156400710001 | Ladda upp en bild av detta fornminne      |
| Kville 72:1                         | Hällristning                     |              | Kville, Bohuslän    |       | 58.542622, 11.415540 | 10156400720001 | Ladda upp en bild av detta fornminne      |
| Kville 72:2                         | Hällristning                     |              | Kville, Bohuslän    |       | 58.542671, 11.415882 | 10156400720002 | Ladda upp en bild av detta fornminne      |
| Kville 72:3                         | Hällristning                     |              | Kville, Bohuslän    |       | 58.542624, 11.415994 | 10156400720003 | Ladda upp en bild av detta fornminne      |
| Kville 72:4                         | Hällristning                     |              | Kville, Bohuslän    |       | 58.542704, 11.416129 | 10156400720004 | Ladda upp en bild av detta fornminne      |
| Kville 73:1                         | Hällristning                     |              | Kville, Bohuslän    |       | 58.545553, 11.403056 | 10156400730001 | Ladda upp en bild av detta fornminne      |
| Kville 74:1                         | Hällristning                     |              | Kville, Bohuslän    |       | 58.543887, 11.388139 | 10156400740001 | Ladda upp en bild av detta fornminne      |
| Kville 75:1                         | Hällristning                     |              | Kville, Bohuslän    |       | 58.545725, 11.422208 | 10156400750001 | Ladda upp en bild av detta fornminne      |
| Kville 76:1                         | Hällristning                     |              | Kville, Bohuslän    |       | 58.543348, 11.418791 | 10156400760001 | Ladda upp en bild av detta fornminne      |
| Kville 77:1                         | Hällristning                     |              | Kville, Bohuslän    |       | 58.542022, 11.413938 | 10156400770001 | Ladda upp en bild av detta fornminne      |
| Kville 78:1                         | Hällristning                     |              | Kville, Bohuslän    |       | 58.543730, 11.414885 | 10156400780001 | Ladda upp en bild av detta fornminne      |
| Kville 79:1                         | Hällristning                     |              | Kville, Bohuslän    |       | 58.544486, 11.418460 | 10156400790001 | Ladda upp en bild av detta fornminne      |
| Kville 80:1                         | Hällristning                     |              | Kville, Bohuslän    |       | 58.556835, 11.405961 | 10156400800001 | Ladda upp en bild av detta fornminne      |
| Kville 81:1                         | Hällristning                     |              | Kville, Bohuslän    |       | 58.538601, 11.395399 | 10156400810001 | Ladda upp en bild av detta fornminne      |
| Kville 81:2                         | Hällristning                     |              | Kville, Bohuslän    |       | 58.538691, 11.395404 | 10156400810002 | Ladda upp en bild av detta fornminne      |
| Kville 82:1                         | Hällristning                     |              | Kville, Bohuslän    |       | 58.552600, 11.319351 | 10156400820001 | Ladda upp en bild av detta fornminne      |
| Kville 82:2                         | Hällristning                     |              | Kville, Bohuslän    |       | 58.552635, 11.319482 | 10156400820002 | Ladda upp en bild av detta fornminne      |
| Kville 82:3                         | Hällristning                     |              | Kville, Bohuslän    |       | 58.552672, 11.319650 | 10156400820003 | Ladda upp en bild av detta fornminne      |
| Kville 82:4                         | Hällristning                     |              | Kville, Bohuslän    |       | 58.552668, 11.319665 | 10156400820004 | Ladda upp en bild av detta fornminne      |
| Kville 83:1                         | Hällristning                     |              | Kville, Bohuslän    |       | 58.553121, 11.319035 | 10156400830001 | Ladda upp en bild av detta fornminne      |
| Kville 84:1                         | Hällristning                     |              | Kville, Bohuslän    |       | 58.538685, 11.396901 | 10156400840001 | Ladda upp en bild av detta fornminne      |
| Kville 84:2                         | Hällristning                     |              | Kville, Bohuslän    |       | 58.538746, 11.396993 | 10156400840002 | Ladda upp en bild av detta fornminne      |
| Kville 85:1                         | Hällristning                     |              | Kville, Bohuslän    |       | 58.538812, 11.397175 | 10156400850001 | Ladda upp en bild av detta fornminne      |
| Kville 86:1                         | Hällristning                     |              | Kville, Bohuslän    |       | 58.558554, 11.325097 | 10156400860001 | Ladda upp en bild av detta fornminne      |
| Kville 86:2                         | Hällristning                     |              | Kville, Bohuslän    |       | 58.558577, 11.325214 | 10156400860002 | Ladda upp en bild av detta fornminne      |
| Kville 87:1                         | Hällristning                     |              | Kville, Bohuslän    |       | 58.538585, 11.396640 | 10156400870001 | Ladda upp en bild av detta fornminne      |
| Kville 88:1                         | Hällristning                     |              | Kville, Bohuslän    |       | 58.535496, 11.396248 | 10156400880001 | Ladda upp en bild av detta fornminne      |
| Kville 88:2                         | Hällristning                     |              | Kville, Bohuslän    |       | 58.535561, 11.396272 | 10156400880002 | Ladda upp en bild av detta fornminne      |
| Kville 89:1                         | Hällristning                     |              | Kville, Bohuslän    |       | 58.536394, 11.397171 | 10156400890001 | Ladda upp en bild av detta fornminne      |
| Kville 90:1                         | Hällristning                     |              | Kville, Bohuslän    |       | 58.534290, 11.394320 | 10156400900001 | Ladda upp en bild av detta fornminne      |
| Kville 91:1                         | Hällristning                     |              | Kville, Bohuslän    |       | 58.566934, 11.383195 | 10156400910001 | Ladda upp en bild av detta fornminne      |
| Kville 92:1                         | Hällristning                     |              | Kville, Bohuslän    |       | 58.533177, 11.398138 | 10156400920001 | Ladda upp en bild av detta fornminne      |
| Kville 93:1                         | Hällristning                     |              | Kville, Bohuslän    |       | 58.532861, 11.398320 | 10156400930001 | Ladda upp en bild av detta fornminne      |
| Kville 94:1                         | Hällristning                     |              | Kville, Bohuslän    |       | 58.533587, 11.398287 | 10156400940001 | Ladda upp en bild av detta fornminne      |
| Kville 95:1                         | Hällristning                     |              | Kville, Bohuslän    |       | 58.537249, 11.391772 | 10156400950001 | Ladda upp en bild av detta fornminne      |
| Kville 96:1                         | Hällristning                     |              | Kville, Bohuslän    |       | 58.538815, 11.394664 | 10156400960001 | Ladda upp en bild av detta fornminne      |
| Kville 97:1                         | Hällristning                     |              | Kville, Bohuslän    |       | 58.538992, 11.379078 | 10156400970001 | Ladda upp en bild av detta fornminne      |
| Kville 98:1                         | Hällristning                     |              | Kville, Bohuslän    |       | 58.541032, 11.386116 | 10156400980001 | Ladda upp en bild av detta fornminne      |
| Kville 99:1                         | Hällristning                     |              | Kville, Bohuslän    |       | 58.533886, 11.377201 | 10156400990001 | Ladda upp en bild av detta fornminne      |
| Kville 100:1                        | Hällristning                     |              | Kville, Bohuslän    |       | 58.533738, 11.377068 | 10156401000001 | Ladda upp en bild av detta fornminne      |
| Kville 101:1                        | Hällristning                     |              | Kville, Bohuslän    |       | 58.605396, 11.366168 | 10156401010001 | Ladda upp en bild av detta fornminne      |
| Kville 102:1                        | Hällristning                     |              | Kville, Bohuslän    |       | 58.608622, 11.397407 | 10156401020001 | Ladda upp en bild av detta fornminne      |
| Kville 102:2                        | Hällristning                     |              | Kville, Bohuslän    |       | 58.608709, 11.397312 | 10156401020002 | Ladda upp en bild av detta fornminne      |
| Kville 103:1                        | Hällristning                     |              | Kville, Bohuslän    |       | 58.607866, 11.396314 | 10156401030001 | Ladda upp en bild av detta fornminne      |
| Kville 103:2                        | Hällristning                     |              | Kville, Bohuslän    |       | 58.607903, 11.396576 | 10156401030002 | Ladda upp en bild av detta fornminne      |
| Kville 104:1                        | Hällristning                     |              | Kville, Bohuslän    |       | 58.601556, 11.370749 | 10156401040001 | Ladda upp en bild av detta fornminne      |
| Kville 105:1                        | Hällristning                     |              | Kville, Bohuslän    |       | 58.600823, 11.369587 | 10156401050001 | Ladda upp en bild av detta fornminne      |
| Kville 106:1                        | Hällristning                     |              | Kville, Bohuslän    |       | 58.606052, 11.386239 | 10156401060001 | Ladda upp en bild av detta fornminne      |
| Kville 107:1                        | Hällristning                     |              | Kville, Bohuslän    |       | 58.613117, 11.411501 | 10156401070001 | Ladda upp en bild av detta fornminne      |
| Kville 108:1                        | Hällristning                     |              | Kville, Bohuslän    |       | 58.599541, 11.367811 | 10156401080001 | Ladda upp en bild av detta fornminne      |
| Kville 109:1                        | Hällristning                     |              | Kville, Bohuslän    |       | 58.598040, 11.366523 | 10156401090001 | Ladda upp en bild av detta fornminne      |
| Kville 110:1                        | Hällristning                     |              | Kville, Bohuslän    |       | 58.597997, 11.325357 | 10156401100001 | Ladda upp en bild av detta fornminne      |
| Kville 110:2                        | Hällristning                     |              | Kville, Bohuslän    |       | 58.597950, 11.325479 | 10156401100002 | Ladda upp en bild av detta fornminne      |
| Kville 111:1                        | Hällristning                     |              | Kville, Bohuslän    |       | 58.598233, 11.325892 | 10156401110001 | Ladda upp en bild av detta fornminne      |
| Kville 112:1                        | Hällristning                     |              | Kville, Bohuslän    |       | 58.602219, 11.336471 | 10156401120001 | Ladda upp en bild av detta fornminne      |
| Kville 113:1                        | Hällristning                     |              | Kville, Bohuslän    |       | 58.601508, 11.337155 | 10156401130001 | Ladda upp en bild av detta fornminne      |
| Kville 114:1                        | Hällristning                     |              | Kville, Bohuslän    |       | 58.601151, 11.336333 | 10156401140001 | Ladda upp en bild av detta fornminne      |
| Kville 115:1                        | Hällristning                     |              | Kville, Bohuslän    |       | 58.601277, 11.335993 | 10156401150001 | Ladda upp en bild av detta fornminne      |
| Kville 116:1                        | Hällristning                     |              | Kville, Bohuslän    |       | 58.601821, 11.335557 | 10156401160001 | Ladda upp en bild av detta fornminne      |
| Kville 117:1                        | Hällristning                     |              | Kville, Bohuslän    |       | 58.601495, 11.332959 | 10156401170001 | Ladda upp en bild av detta fornminne      |
| Kville 118:1                        | Hällristning                     |              | Kville, Bohuslän    |       | 58.601441, 11.336096 | 10156401180001 | Ladda upp en bild av detta fornminne      |
| Kville 119:1                        | Hällristning                     |              | Kville, Bohuslän    |       | 58.595532, 11.335513 | 10156401190001 | Ladda upp en bild av detta fornminne      |
| Kville 120:1                        | Hällristning                     |              | Kville, Bohuslän    |       | 58.591985, 11.364800 | 10156401200001 | Ladda upp en bild av detta fornminne      |
| Kville 121:1                        | Hällristning                     |              | Kville, Bohuslän    |       | 58.592298, 11.360190 | 10156401210001 | Ladda upp en bild av detta fornminne      |
| Kville 122:1                        | Hällristning                     |              | Kville, Bohuslän    |       | 58.593837, 11.364364 | 10156401220001 | Ladda upp en bild av detta fornminne      |
| Kville 123:1                        | Hällristning                     |              | Kville, Bohuslän    |       | 58.601900, 11.337355 | 10156401230001 | Ladda upp en bild av detta fornminne      |
| Kville 124:1                        | Hällristning                     |              | Kville, Bohuslän    |       | 58.562712, 11.418056 | 10156401240001 | Ladda upp en till bild av detta fornminne |
| Kville 125:1                        | Hällristning                     |              | Kville, Bohuslän    |       | 58.563051, 11.418418 | 10156401250001 | Ladda upp en bild av detta fornminne      |
| Kville 126:1                        | Hällristning                     |              | Kville, Bohuslän    |       | 58.563362, 11.419085 | 10156401260001 | Ladda upp en bild av detta fornminne      |
| Kville 127:1                        | Hällristning                     |              | Kville, Bohuslän    |       | 58.563467, 11.419589 | 10156401270001 | Ladda upp en bild av detta fornminne      |
| Kville 129:1                        | Hällristning                     |              | Kville, Bohuslän    |       | 58.563955, 11.420602 | 10156401290001 | Ladda upp en bild av detta fornminne      |
| Kville 130:1                        | Hällristning                     |              | Kville, Bohuslän    |       | 58.577709, 11.451875 | 10156401300001 | Ladda upp en bild av detta fornminne      |
| Kville 131:1                        | Hällristning                     |              | Kville, Bohuslän    |       | 58.610624, 11.327646 | 10156401310001 | Ladda upp en bild av detta fornminne      |
| Kville 132:1                        | Hällristning                     |              | Kville, Bohuslän    |       | 58.610901, 11.326884 | 10156401320001 | Ladda upp en bild av detta fornminne      |
| Kville 132:2                        | Hällristning                     |              | Kville, Bohuslän    |       | 58.610966, 11.326702 | 10156401320002 | Ladda upp en bild av detta fornminne      |
| Kville 134:1                        | Hällristning                     |              | Kville, Bohuslän    |       | 58.565626, 11.420918 | 10156401340001 | Ladda upp en bild av detta fornminne      |
| Kville 136:1                        | Hällristning                     |              | Kville, Bohuslän    |       | 58.564015, 11.408201 | 10156401360001 | Ladda upp en bild av detta fornminne      |
| Kville 137:1                        | Hällristning                     |              | Kville, Bohuslän    |       | 58.558828, 11.322100 | 10156401370001 | Ladda upp en bild av detta fornminne      |
| Kville 138:1                        | Hällristning                     |              | Kville, Bohuslän    |       | 58.556907, 11.322337 | 10156401380001 | Ladda upp en bild av detta fornminne      |
| Kville 139:1                        | Hällristning                     |              | Kville, Bohuslän    |       | 58.560041, 11.329436 | 10156401390001 | Ladda upp en bild av detta fornminne      |
| Kville 139:2                        | Hällristning                     |              | Kville, Bohuslän    |       | 58.560060, 11.329244 | 10156401390002 | Ladda upp en bild av detta fornminne      |
| Kville 140:1                        | Hällristning                     |              | Kville, Bohuslän    |       | 58.557754, 11.327046 | 10156401400001 | Ladda upp en bild av detta fornminne      |
| Kville 141:1                        | Hällristning                     |              | Kville, Bohuslän    |       | 58.558141, 11.325108 | 10156401410001 | Ladda upp en bild av detta fornminne      |
| Kville 141:2                        | Hällristning                     |              | Kville, Bohuslän    |       | 58.558146, 11.325245 | 10156401410002 | Ladda upp en bild av detta fornminne      |
| Kville 142:1                        | Hällristning                     |              | Kville, Bohuslän    |       | 58.558150, 11.324469 | 10156401420001 | Ladda upp en bild av detta fornminne      |
| Kville 143:1                        | Hällristning                     |              | Kville, Bohuslän    |       | 58.558143, 11.323867 | 10156401430001 | Ladda upp en bild av detta fornminne      |
| Kville 144:1                        | Hällristning                     |              | Kville, Bohuslän    |       | 58.559858, 11.334738 | 10156401440001 | Ladda upp en bild av detta fornminne      |
| Kville 145:1                        | Hällristning                     |              | Kville, Bohuslän    |       | 58.563504, 11.347162 | 10156401450001 | Ladda upp en bild av detta fornminne      |
| Kville 146:1                        | Hällristning                     |              | Kville, Bohuslän    |       | 58.553178, 11.316480 | 10156401460001 | Ladda upp en bild av detta fornminne      |
| Kville 147:1                        | Hällristning                     |              | Kville, Bohuslän    |       | 58.612903, 11.342307 | 10156401470001 | Ladda upp en bild av detta fornminne      |
| Kville 148:1                        | Hällristning                     |              | Kville, Bohuslän    |       | 58.548464, 11.316212 | 10156401480001 | Ladda upp en bild av detta fornminne      |
| Kville 149:1                        | Hällristning                     |              | Kville, Bohuslän    |       | 58.543308, 11.324169 | 10156401490001 | Ladda upp en bild av detta fornminne      |
| Kville 149:2                        | Hällristning                     |              | Kville, Bohuslän    |       | 58.543307, 11.324427 | 10156401490002 | Ladda upp en bild av detta fornminne      |
| Kville 150:1                        | Hällristning                     |              | Kville, Bohuslän    |       | 58.546102, 11.318016 | 10156401500001 | Ladda upp en bild av detta fornminne      |
| Kville 151:1                        | Hällristning                     |              | Kville, Bohuslän    |       | 58.543485, 11.324629 | 10156401510001 | Ladda upp en till bild av detta fornminne |
| Kville 152:1                        | Hällristning                     |              | Kville, Bohuslän    |       | 58.547408, 11.330797 | 10156401520001 | Ladda upp en bild av detta fornminne      |
| Kville 153:1                        | Hällristning                     |              | Kville, Bohuslän    |       | 58.547980, 11.331890 | 10156401530001 | Ladda upp en bild av detta fornminne      |
| Kville 154:1                        | Hällristning                     |              | Kville, Bohuslän    |       | 58.547690, 11.332084 | 10156401540001 | Ladda upp en bild av detta fornminne      |
| Kville 155:1                        | Hällristning                     |              | Kville, Bohuslän    |       | 58.547816, 11.332790 | 10156401550001 | Ladda upp en bild av detta fornminne      |
| Kville 156:1                        | Hällristning                     |              | Kville, Bohuslän    |       | 58.548438, 11.333830 | 10156401560001 | Ladda upp en till bild av detta fornminne |
| Kville 157:1                        | Hällristning                     |              | Kville, Bohuslän    |       | 58.548383, 11.333970 | 10156401570001 | Ladda upp en till bild av detta fornminne |
| Kville 158:1                        | Hällristning                     |              | Kville, Bohuslän    |       | 58.548144, 11.334363 | 10156401580001 | Ladda upp en till bild av detta fornminne |
| Kville 159:1                        | Hällristning                     |              | Kville, Bohuslän    |       | 58.548800, 11.335159 | 10156401590001 | Ladda upp en till bild av detta fornminne |
| Kville 165:1                        | Hällristning                     |              | Kville, Bohuslän    |       | 58.548072, 11.332428 | 10156401650001 | Ladda upp en till bild av detta fornminne |
| Kville 166:1                        | Hällristning                     |              | Kville, Bohuslän    |       | 58.548230, 11.333043 | 10156401660001 | Ladda upp en bild av detta fornminne      |
| Kville 166:2                        | Hällristning                     |              | Kville, Bohuslän    |       | 58.548271, 11.333175 | 10156401660002 | Ladda upp en bild av detta fornminne      |
| Kville 167:1                        | Hällristning                     |              | Kville, Bohuslän    |       | 58.546731, 11.335072 | 10156401670001 | Ladda upp en bild av detta fornminne      |
| Kville 168:1                        | Hällristning                     |              | Kville, Bohuslän    |       | 58.545272, 11.335185 | 10156401680001 | Ladda upp en bild av detta fornminne      |
| Kville 168:2                        | Hällristning                     |              | Kville, Bohuslän    |       | 58.545213, 11.335327 | 10156401680002 | Ladda upp en bild av detta fornminne      |
| Kville 168:3                        | Hällristning                     |              | Kville, Bohuslän    |       | 58.545302, 11.335025 | 10156401680003 | Ladda upp en bild av detta fornminne      |
| Kville 169:1                        | Hällristning                     |              | Kville, Bohuslän    |       | 58.541929, 11.324987 | 10156401690001 | Ladda upp en bild av detta fornminne      |
| Kville 169:2                        | Hällristning                     |              | Kville, Bohuslän    |       | 58.541975, 11.324980 | 10156401690002 | Ladda upp en bild av detta fornminne      |
| Kville 169:3                        | Hällristning                     |              | Kville, Bohuslän    |       | 58.541827, 11.325019 | 10156401690003 | Ladda upp en bild av detta fornminne      |
| Kville 170:1                        | Hällristning                     |              | Kville, Bohuslän    |       | 58.547380, 11.325707 | 10156401700001 | Ladda upp en bild av detta fornminne      |
| Kville 171:1                        | Hällristning                     |              | Kville, Bohuslän    |       | 58.547510, 11.326067 | 10156401710001 | Ladda upp en bild av detta fornminne      |
| Kville 172:1                        | Hällristning                     |              | Kville, Bohuslän    |       | 58.548536, 11.323196 | 10156401720001 | Ladda upp en bild av detta fornminne      |
| Kville 174:1                        | Hällristning                     |              | Kville, Bohuslän    |       | 58.545639, 11.338835 | 10156401740001 | Ladda upp en bild av detta fornminne      |
| Kville 176:1                        | Hällristning                     |              | Kville, Bohuslän    |       | 58.607547, 11.319306 | 10156401760001 | Ladda upp en bild av detta fornminne      |
| Kville 177:1                        | Hällristning                     |              | Kville, Bohuslän    |       | 58.617722, 11.349598 | 10156401770001 | Ladda upp en bild av detta fornminne      |
| Kville 178:1                        | Hällristning                     |              | Kville, Bohuslän    |       | 58.611924, 11.346678 | 10156401780001 | Ladda upp en bild av detta fornminne      |
| Kville 179:1                        | Hällristning                     |              | Kville, Bohuslän    |       | 58.611787, 11.347226 | 10156401790001 | Ladda upp en bild av detta fornminne      |
| Kville 180:1                        | Hällristning                     |              | Kville, Bohuslän    |       | 58.613058, 11.350793 | 10156401800001 | Ladda upp en bild av detta fornminne      |
| Kville 181:1                        | Hällristning                     |              | Kville, Bohuslän    |       | 58.614100, 11.351733 | 10156401810001 | Ladda upp en bild av detta fornminne      |
| Kville 182:1                        | Hällristning                     |              | Kville, Bohuslän    |       | 58.611026, 11.348252 | 10156401820001 | Ladda upp en bild av detta fornminne      |
| Kville 183:1                        | Hällristning                     |              | Kville, Bohuslän    |       | 58.611301, 11.346881 | 10156401830001 | Ladda upp en bild av detta fornminne      |
| Kville 185:1                        | Hällristning                     |              | Kville, Bohuslän    |       | 58.626286, 11.358461 | 10156401850001 | Ladda upp en bild av detta fornminne      |
| Kville 187:1                        | Hällristning                     |              | Kville, Bohuslän    |       | 58.625290, 11.359134 | 10156401870001 | Ladda upp en bild av detta fornminne      |
| Kville 188:1                        | Hög                              |              | Kville, Bohuslän    |       | 58.627283, 11.351264 | 10156401880001 | Ladda upp en bild av detta fornminne      |
| Kville 188:2                        | Hög                              |              | Kville, Bohuslän    |       | 58.627008, 11.351706 | 10156401880002 | Ladda upp en bild av detta fornminne      |
| Kville 188:3                        | Hällristning                     |              | Kville, Bohuslän    |       | 58.627447, 11.351660 | 10156401880003 | Ladda upp en bild av detta fornminne      |
| Kville 189:1                        | Hällristning                     |              | Kville, Bohuslän    |       | 58.610858, 11.346136 | 10156401890001 | Ladda upp en bild av detta fornminne      |
| Kville 189:2                        | Hällristning                     |              | Kville, Bohuslän    |       | 58.610847, 11.346190 | 10156401890002 | Ladda upp en bild av detta fornminne      |
| Kville 190:1                        | Hällristning                     |              | Kville, Bohuslän    |       | 58.614944, 11.350784 | 10156401900001 | Ladda upp en bild av detta fornminne      |
| Kville 191:1                        | Hällristning                     |              | Kville, Bohuslän    |       | 58.617189, 11.334852 | 10156401910001 | Ladda upp en bild av detta fornminne      |
| Kville 192:1                        | Hällristning                     |              | Kville, Bohuslän    |       | 58.617541, 11.345830 | 10156401920001 | Ladda upp en bild av detta fornminne      |
| Kville 193:1                        | Hällristning                     |              | Kville, Bohuslän    |       | 58.612216, 11.341846 | 10156401930001 | Ladda upp en bild av detta fornminne      |
| Kville 194:1                        | Hällristning                     |              | Kville, Bohuslän    |       | 58.611795, 11.342183 | 10156401940001 | Ladda upp en bild av detta fornminne      |
| Kville 194:2                        | Hällristning                     |              | Kville, Bohuslän    |       | 58.611980, 11.342680 | 10156401940002 | Ladda upp en bild av detta fornminne      |
| Kville 198:1                        | Hällristning                     |              | Kville, Bohuslän    |       | 58.535768, 11.395849 | 10156401980001 | Ladda upp en bild av detta fornminne      |
| Kville 201:1                        | Hällristning                     |              | Kville, Bohuslän    |       | 58.553736, 11.311927 | 10156402010001 | Ladda upp en bild av detta fornminne      |
| Kville 201:2                        | Hällristning                     |              | Kville, Bohuslän    |       | 58.553729, 11.312204 | 10156402010002 | Ladda upp en bild av detta fornminne      |
| Kville 202:1                        | Hällristning                     |              | Kville, Bohuslän    |       | 58.553381, 11.310599 | 10156402020001 | Ladda upp en bild av detta fornminne      |
| Kville 202:2                        | Hällristning                     |              | Kville, Bohuslän    |       | 58.553279, 11.310527 | 10156402020002 | Ladda upp en bild av detta fornminne      |
| Kville 202:3                        | Hällristning                     |              | Kville, Bohuslän    |       | 58.553193, 11.310625 | 10156402020003 | Ladda upp en bild av detta fornminne      |
| Kville 203:1                        | Hällristning                     |              | Kville, Bohuslän    |       | 58.552051, 11.307304 | 10156402030001 | Ladda upp en bild av detta fornminne      |
| Kville 203:2                        | Hällristning                     |              | Kville, Bohuslän    |       | 58.551948, 11.307197 | 10156402030002 | Ladda upp en bild av detta fornminne      |
| Kville 204:1                        | Hällristning                     |              | Kville, Bohuslän    |       | 58.551860, 11.306762 | 10156402040001 | Ladda upp en bild av detta fornminne      |
| Kville 204:2                        | Hällristning                     |              | Kville, Bohuslän    |       | 58.551902, 11.306911 | 10156402040002 | Ladda upp en bild av detta fornminne      |
| Kville 205:1                        | Hällristning                     |              | Kville, Bohuslän    |       | 58.551397, 11.308323 | 10156402050001 | Ladda upp en bild av detta fornminne      |
| Kville 206:1                        | Hällristning                     |              | Kville, Bohuslän    |       | 58.551350, 11.308037 | 10156402060001 | Ladda upp en bild av detta fornminne      |
| Kville 206:2                        | Hällristning                     |              | Kville, Bohuslän    |       | 58.551279, 11.308064 | 10156402060002 | Ladda upp en bild av detta fornminne      |
| Kville 207:1                        | Hällristning                     |              | Kville, Bohuslän    |       | 58.551691, 11.309677 | 10156402070001 | Ladda upp en bild av detta fornminne      |
| Kville 207:2                        | Hällristning                     |              | Kville, Bohuslän    |       | 58.551633, 11.309582 | 10156402070002 | Ladda upp en bild av detta fornminne      |
| Kville 208:1                        | Hällristning                     |              | Kville, Bohuslän    |       | 58.550744, 11.306295 | 10156402080001 | Ladda upp en bild av detta fornminne      |
| Kville 209:1                        | Hällristning                     |              | Kville, Bohuslän    |       | 58.550791, 11.306088 | 10156402090001 | Ladda upp en bild av detta fornminne      |
| Kville 210:1                        | Hällristning                     |              | Kville, Bohuslän    |       | 58.550917, 11.306326 | 10156402100001 | Ladda upp en bild av detta fornminne      |
| Kville 210:2                        | Hällristning                     |              | Kville, Bohuslän    |       | 58.550974, 11.306461 | 10156402100002 | Ladda upp en bild av detta fornminne      |
| Kville 210:3                        | Hällristning                     |              | Kville, Bohuslän    |       | 58.550883, 11.306511 | 10156402100003 | Ladda upp en bild av detta fornminne      |
| Kville 211:1                        | Hällristning                     |              | Kville, Bohuslän    |       | 58.551082, 11.306163 | 10156402110001 | Ladda upp en bild av detta fornminne      |
| Kville 212:1                        | Hällristning                     |              | Kville, Bohuslän    |       | 58.550777, 11.304019 | 10156402120001 | Ladda upp en bild av detta fornminne      |
| Kville 213:1                        | Hällristning                     |              | Kville, Bohuslän    |       | 58.550988, 11.304144 | 10156402130001 | Ladda upp en bild av detta fornminne      |
| Kville 214:1                        | Hällristning                     |              | Kville, Bohuslän    |       | 58.552499, 11.313474 | 10156402140001 | Ladda upp en bild av detta fornminne      |
| Kville 216:1                        | Hällristning                     |              | Kville, Bohuslän    |       | 58.550739, 11.303008 | 10156402160001 | Ladda upp en bild av detta fornminne      |
| Kville 217:1                        | Hällristning                     |              | Kville, Bohuslän    |       | 58.550837, 11.303477 | 10156402170001 | Ladda upp en bild av detta fornminne      |
| Kville 218:1                        | Hällristning                     |              | Kville, Bohuslän    |       | 58.550384, 11.303143 | 10156402180001 | Ladda upp en bild av detta fornminne      |
| Kville 218:2                        | Hällristning                     |              | Kville, Bohuslän    |       | 58.550453, 11.303306 | 10156402180002 | Ladda upp en bild av detta fornminne      |
| Kville 219:1                        | Hällristning                     |              | Kville, Bohuslän    |       | 58.551041, 11.301486 | 10156402190001 | Ladda upp en bild av detta fornminne      |
| Kville 219:2                        | Hällristning                     |              | Kville, Bohuslän    |       | 58.551013, 11.301765 | 10156402190002 | Ladda upp en bild av detta fornminne      |
| Kville 220:1                        | Hällristning                     |              | Kville, Bohuslän    |       | 58.544098, 11.293885 | 10156402200001 | Ladda upp en bild av detta fornminne      |
| Kville 221:1                        | Hällristning                     |              | Kville, Bohuslän    |       | 58.544238, 11.293298 | 10156402210001 | Ladda upp en bild av detta fornminne      |
| Kville 222:1                        | Hällristning                     |              | Kville, Bohuslän    |       | 58.543690, 11.290224 | 10156402220001 | Ladda upp en bild av detta fornminne      |
| Kville 223:1                        | Hällristning                     |              | Kville, Bohuslän    |       | 58.543965, 11.288913 | 10156402230001 | Ladda upp en bild av detta fornminne      |
| Kville 223:2                        | Hällristning                     |              | Kville, Bohuslän    |       | 58.543958, 11.288742 | 10156402230002 | Ladda upp en bild av detta fornminne      |
| Kville 223:3                        | Hällristning                     |              | Kville, Bohuslän    |       | 58.543864, 11.288858 | 10156402230003 | Ladda upp en bild av detta fornminne      |
| Kville 224:1                        | Hällristning                     |              | Kville, Bohuslän    |       | 58.544310, 11.307642 | 10156402240001 | Ladda upp en bild av detta fornminne      |
| Kville 225:1                        | Hällristning                     |              | Kville, Bohuslän    |       | 58.543677, 11.306485 | 10156402250001 | Ladda upp en bild av detta fornminne      |
| Kville 226:1                        | Hällristning                     |              | Kville, Bohuslän    |       | 58.542964, 11.305852 | 10156402260001 | Ladda upp en bild av detta fornminne      |
| Kville 227:1                        | Hällristning                     |              | Kville, Bohuslän    |       | 58.543040, 11.306203 | 10156402270001 | Ladda upp en bild av detta fornminne      |
| Kville 228:1                        | Hällristning                     |              | Kville, Bohuslän    |       | 58.544027, 11.307300 | 10156402280001 | Ladda upp en bild av detta fornminne      |
| Kville 229:1                        | Hällristning                     |              | Kville, Bohuslän    |       | 58.546196, 11.310430 | 10156402290001 | Ladda upp en bild av detta fornminne      |
| Kville 230:1                        | Hällristning                     |              | Kville, Bohuslän    |       | 58.538906, 11.296855 | 10156402300001 | Ladda upp en bild av detta fornminne      |
| Kville 231:1                        | Hällristning                     |              | Kville, Bohuslän    |       | 58.545384, 11.324310 | 10156402310001 | Ladda upp en till bild av detta fornminne |
| Kville 231:2                        | Hällristning                     |              | Kville, Bohuslän    |       | 58.545223, 11.324073 | 10156402310002 | Ladda upp en bild av detta fornminne      |
| Kville 232:1                        | Hällristning                     |              | Kville, Bohuslän    |       | 58.541728, 11.325031 | 10156402320001 | Ladda upp en bild av detta fornminne      |
| Kville 233:1                        | Hällristning                     |              | Kville, Bohuslän    |       | 58.540971, 11.326309 | 10156402330001 | Ladda upp en bild av detta fornminne      |
| Kville 234:1                        | Hällristning                     |              | Kville, Bohuslän    |       | 58.540066, 11.339239 | 10156402340001 | Ladda upp en bild av detta fornminne      |
| Kville 234:2                        | Hällristning                     |              | Kville, Bohuslän    |       | 58.540144, 11.339363 | 10156402340002 | Ladda upp en bild av detta fornminne      |
| Kville 234:3                        | Hällristning                     |              | Kville, Bohuslän    |       | 58.540144, 11.339140 | 10156402340003 | Ladda upp en bild av detta fornminne      |
| Kville 234:4                        | Hällristning                     |              | Kville, Bohuslän    |       | 58.540016, 11.339334 | 10156402340004 | Ladda upp en bild av detta fornminne      |
| Kville 235:1                        | Hällristning                     |              | Kville, Bohuslän    |       | 58.554945, 11.327152 | 10156402350001 | Ladda upp en bild av detta fornminne      |
| Kville 236:1                        | Hällristning                     |              | Kville, Bohuslän    |       | 58.544838, 11.323902 | 10156402360001 | Ladda upp en bild av detta fornminne      |
| Kville 236:2                        | Hällristning                     |              | Kville, Bohuslän    |       | 58.544876, 11.324173 | 10156402360002 | Ladda upp en bild av detta fornminne      |
| Kville 237:1                        | Hällristning                     |              | Kville, Bohuslän    |       | 58.539206, 11.342336 | 10156402370001 | Ladda upp en bild av detta fornminne      |
| Kville 239:1                        | Hällristning                     |              | Kville, Bohuslän    |       | 58.539804, 11.339191 | 10156402390001 | Ladda upp en bild av detta fornminne      |
| Kville 240:1                        | Hällristning                     |              | Kville, Bohuslän    |       | 58.541793, 11.328926 | 10156402400001 | Ladda upp en bild av detta fornminne      |
| Kville 241:1                        | Hällristning                     |              | Kville, Bohuslän    |       | 58.541380, 11.326999 | 10156402410001 | Ladda upp en bild av detta fornminne      |
| Kville 242:1                        | Hällristning                     |              | Kville, Bohuslän    |       | 58.542285, 11.328574 | 10156402420001 | Ladda upp en bild av detta fornminne      |
| Kville 243:1                        | Hällristning                     |              | Kville, Bohuslän    |       | 58.543363, 11.328839 | 10156402430001 | Ladda upp en bild av detta fornminne      |
| Kville 244:1                        | Hällristning                     |              | Kville, Bohuslän    |       | 58.547561, 11.454574 | 10156402440001 | Ladda upp en bild av detta fornminne      |
| Kville 245:1                        | Hällristning                     |              | Kville, Bohuslän    |       | 58.542058, 11.446649 | 10156402450001 | Ladda upp en bild av detta fornminne      |
| Kville 245:2                        | Hällristning                     |              | Kville, Bohuslän    |       | 58.542211, 11.446357 | 10156402450002 | Ladda upp en bild av detta fornminne      |
| Kville 245:3                        | Hällristning                     |              | Kville, Bohuslän    |       | 58.541462, 11.445977 | 10156402450003 | Ladda upp en bild av detta fornminne      |
| Kville 246:1                        | Hällristning                     |              | Kville, Bohuslän    |       | 58.603404, 11.303520 | 10156402460001 | Ladda upp en bild av detta fornminne      |
| Kville 247:1                        | Hällristning                     |              | Kville, Bohuslän    |       | 58.609785, 11.357881 | 10156402470001 | Ladda upp en bild av detta fornminne      |
| Kville 248:1                        | Hällristning                     |              | Kville, Bohuslän    |       | 58.611599, 11.371992 | 10156402480001 | Ladda upp en bild av detta fornminne      |
| Kville 250:1                        | Hällristning                     |              | Kville, Bohuslän    |       | 58.576469, 11.468842 | 10156402500001 | Ladda upp en bild av detta fornminne      |
| Kville 253:1                        | Röse                             |              | Kville, Bohuslän    |       | 58.587856, 11.284970 | 10156402530001 | Ladda upp en bild av detta fornminne      |
| Kville 254:1                        | Röse                             |              | Kville, Bohuslän    |       | 58.585527, 11.286762 | 10156402540001 | Ladda upp en bild av detta fornminne      |
| Kville 255:1                        | Röse                             |              | Kville, Bohuslän    |       | 58.584210, 11.289335 | 10156402550001 | Ladda upp en bild av detta fornminne      |
| Kville 256:1                        | Röse                             |              | Kville, Bohuslän    |       | 58.583205, 11.290742 | 10156402560001 | Ladda upp en bild av detta fornminne      |
| Kville 256:2                        | Röse                             |              | Kville, Bohuslän    |       | 58.583177, 11.290935 | 10156402560002 | Ladda upp en bild av detta fornminne      |
| Kville 256:3                        | Röse                             |              | Kville, Bohuslän    |       | 58.583146, 11.291061 | 10156402560003 | Ladda upp en bild av detta fornminne      |
| Kville 261:1                        | Röse                             |              | Kville, Bohuslän    |       | 58.596047, 11.285364 | 10156402610001 | Ladda upp en bild av detta fornminne      |
| Kville 263:1                        | Röse                             |              | Kville, Bohuslän    |       | 58.587301, 11.290378 | 10156402630001 | Ladda upp en bild av detta fornminne      |
| Kville 264:1                        | Röse                             |              | Kville, Bohuslän    |       | 58.668647, 11.418211 | 10156402640001 | Ladda upp en bild av detta fornminne      |
| Kville 264:2                        | Stensättning                     |              | Kville, Bohuslän    |       | 58.668575, 11.417943 | 10156402640002 | Ladda upp en bild av detta fornminne      |
| Kville 264:3                        | Stensättning                     |              | Kville, Bohuslän    |       | 58.668505, 11.418263 | 10156402640003 | Ladda upp en bild av detta fornminne      |
| Kville 265:1                        | Röse                             |              | Kville, Bohuslän    |       | 58.668508, 11.416122 | 10156402650001 | Ladda upp en bild av detta fornminne      |
| Kville 265:2                        | Röse                             |              | Kville, Bohuslän    |       | 58.668544, 11.415565 | 10156402650002 | Ladda upp en bild av detta fornminne      |
| Kville 265:3                        | Röse                             |              | Kville, Bohuslän    |       | 58.668586, 11.415474 | 10156402650003 | Ladda upp en bild av detta fornminne      |
| Kville 266:1                        | Röse                             |              | Kville, Bohuslän    |       | 58.668994, 11.408917 | 10156402660001 | Ladda upp en bild av detta fornminne      |
| Kville 269:1                        | Gravfält                         |              | Kville, Bohuslän    |       | 58.649859, 11.373539 | 10156402690001 | Ladda upp en till bild av detta fornminne |
| Kville 270:1                        | Gravfält                         |              | Kville, Bohuslän    |       | 58.648250, 11.394078 | 10156402700001 | Ladda upp en bild av detta fornminne      |
| Kville 271:1                        | Röse                             |              | Kville, Bohuslän    |       | 58.647633, 11.391851 | 10156402710001 | Ladda upp en bild av detta fornminne      |
| Kville 275:1                        | Röse                             |              | Kville, Bohuslän    |       | 58.644723, 11.400078 | 10156402750001 | Ladda upp en bild av detta fornminne      |
| Kville 276:1                        | Gravfält                         |              | Kville, Bohuslän    |       | 58.639015, 11.412289 | 10156402760001 | Ladda upp en bild av detta fornminne      |
| Kville 281:1                        | Hög                              |              | Kville, Bohuslän    |       | 58.632669, 11.445551 | 10156402810001 | Ladda upp en bild av detta fornminne      |
| Kville 281:2                        | Hög                              |              | Kville, Bohuslän    |       | 58.632239, 11.444721 | 10156402810002 | Ladda upp en bild av detta fornminne      |
| Kville 282:1                        | Hög                              |              | Kville, Bohuslän    |       | 58.636313, 11.434966 | 10156402820001 | Ladda upp en bild av detta fornminne      |
| Kville 283:1                        | Hög                              |              | Kville, Bohuslän    |       | 58.623883, 11.456560 | 10156402830001 | Ladda upp en bild av detta fornminne      |
| Kville 283:2                        | Hög                              |              | Kville, Bohuslän    |       | 58.623687, 11.456514 | 10156402830002 | Ladda upp en bild av detta fornminne      |
| Kville 284:1                        | Gravfält                         |              | Kville, Bohuslän    |       | 58.616617, 11.437274 | 10156402840001 | Ladda upp en bild av detta fornminne      |
| Kville 285:1                        | Gravfält                         |              | Kville, Bohuslän    |       | 58.616665, 11.425565 | 10156402850001 | Ladda upp en bild av detta fornminne      |
| Kville 286:1                        | Gravfält                         |              | Kville, Bohuslän    |       | 58.624166, 11.459178 | 10156402860001 | Ladda upp en bild av detta fornminne      |
| Kville 286:2                        | Hällristning                     |              | Kville, Bohuslän    |       | 58.624393, 11.459993 | 10156402860002 | Ladda upp en bild av detta fornminne      |
| Rabbalshede Skans (Kville 290:1)    | Fästning/skans                   |              | Kville, Bohuslän    |       | 58.613176, 11.472747 | 10156402900001 | Ladda upp en bild av detta fornminne      |
| Kville 291:1                        | Hög                              |              | Kville, Bohuslän    |       | 58.606141, 11.489995 | 10156402910001 | Ladda upp en bild av detta fornminne      |
| Kville 291:2                        | Hög                              |              | Kville, Bohuslän    |       | 58.606180, 11.490765 | 10156402910002 | Ladda upp en bild av detta fornminne      |
| Kville 292:1                        | Hög                              |              | Kville, Bohuslän    |       | 58.600028, 11.478751 | 10156402920001 | Ladda upp en bild av detta fornminne      |
| Kville 292:2                        | Hög                              |              | Kville, Bohuslän    |       | 58.600098, 11.479037 | 10156402920002 | Ladda upp en bild av detta fornminne      |
| Kville 292:3                        | Grav markerad av sten/block      |              | Kville, Bohuslän    |       | 58.600041, 11.479232 | 10156402920003 | Ladda upp en bild av detta fornminne      |
| Kville 294:1                        | Gravfält                         |              | Kville, Bohuslän    |       | 58.602226, 11.378741 | 10156402940001 | Ladda upp en bild av detta fornminne      |
| Kville 295:1                        | Röse                             |              | Kville, Bohuslän    |       | 58.604523, 11.380901 | 10156402950001 | Ladda upp en bild av detta fornminne      |
| Kville 295:2                        | Röse                             |              | Kville, Bohuslän    |       | 58.605113, 11.381734 | 10156402950002 | Ladda upp en bild av detta fornminne      |
| Kville 296:1                        | Röse                             |              | Kville, Bohuslän    |       | 58.613898, 11.384573 | 10156402960001 | Ladda upp en bild av detta fornminne      |
| Kville 297:1                        | Gravfält                         |              | Kville, Bohuslän    |       | 58.599328, 11.397424 | 10156402970001 | Ladda upp en bild av detta fornminne      |
| Kville 303:1                        | Stensättning                     |              | Kville, Bohuslän    |       | 58.608011, 11.395526 | 10156403030001 | Ladda upp en bild av detta fornminne      |
| Kville 303:2                        | Hög                              |              | Kville, Bohuslän    |       | 58.608155, 11.396165 | 10156403030002 | Ladda upp en bild av detta fornminne      |
| Kville 303:3                        | Stensättning                     |              | Kville, Bohuslän    |       | 58.608071, 11.395726 | 10156403030003 | Ladda upp en bild av detta fornminne      |
| Kville 303:4                        | Stensättning                     |              | Kville, Bohuslän    |       | 58.607936, 11.395723 | 10156403030004 | Ladda upp en bild av detta fornminne      |
| Kville 304:1                        | Hög                              |              | Kville, Bohuslän    |       | 58.595459, 11.388465 | 10156403040001 | Ladda upp en bild av detta fornminne      |
| Kville 304:2                        | Stensättning                     |              | Kville, Bohuslän    |       | 58.595294, 11.388344 | 10156403040002 | Ladda upp en bild av detta fornminne      |
| Kville 305:1                        | Gravfält                         |              | Kville, Bohuslän    |       | 58.622852, 11.366077 | 10156403050001 | Ladda upp en bild av detta fornminne      |
| Kville 307:1                        | Hög                              |              | Kville, Bohuslän    |       | 58.625374, 11.460033 | 10156403070001 | Ladda upp en bild av detta fornminne      |
| Kville 307:2                        | Stensättning                     |              | Kville, Bohuslän    |       | 58.625511, 11.459795 | 10156403070002 | Ladda upp en bild av detta fornminne      |
| Kville 308:1                        | Stensättning                     |              | Kville, Bohuslän    |       | 58.623525, 11.459462 | 10156403080001 | Ladda upp en bild av detta fornminne      |
| Kville 308:2                        | Stensättning                     |              | Kville, Bohuslän    |       | 58.623414, 11.459697 | 10156403080002 | Ladda upp en bild av detta fornminne      |
| Kville 308:3                        | Stensättning                     |              | Kville, Bohuslän    |       | 58.623363, 11.460116 | 10156403080003 | Ladda upp en bild av detta fornminne      |
| Kville 308:4                        | Hög                              |              | Kville, Bohuslän    |       | 58.623612, 11.461003 | 10156403080004 | Ladda upp en bild av detta fornminne      |
| Kville 310:1                        | Gravfält                         |              | Kville, Bohuslän    |       | 58.622485, 11.463186 | 10156403100001 | Ladda upp en bild av detta fornminne      |
| Kville 311:1                        | Hög                              |              | Kville, Bohuslän    |       | 58.623152, 11.458346 | 10156403110001 | Ladda upp en bild av detta fornminne      |
| Kville 311:2                        | Hög                              |              | Kville, Bohuslän    |       | 58.623317, 11.458760 | 10156403110002 | Ladda upp en bild av detta fornminne      |
| Kville 312:1                        | Hög                              |              | Kville, Bohuslän    |       | 58.622431, 11.458247 | 10156403120001 | Ladda upp en bild av detta fornminne      |
| Kville 313:1                        | Stenkrets                        |              | Kville, Bohuslän    |       | 58.635853, 11.400408 | 10156403130001 | Ladda upp en bild av detta fornminne      |
| Kville 314:1                        | Gravfält                         |              | Kville, Bohuslän    |       | 58.632950, 11.379544 | 10156403140001 | Ladda upp en till bild av detta fornminne |
| Kville 318:1                        | Röse                             |              | Kville, Bohuslän    |       | 58.632848, 11.352695 | 10156403180001 | Ladda upp en bild av detta fornminne      |
| Kville 320:1                        | Gravfält                         |              | Kville, Bohuslän    |       | 58.627194, 11.363738 | 10156403200001 | Ladda upp en bild av detta fornminne      |
| Kville 320:2                        | Hällristning                     |              | Kville, Bohuslän    |       | 58.627164, 11.363052 | 10156403200002 | Ladda upp en bild av detta fornminne      |
| Kville 322:1                        | Röse                             |              | Kville, Bohuslän    |       | 58.625896, 11.330561 | 10156403220001 | Ladda upp en bild av detta fornminne      |
| Kville 323:1                        | Gravfält                         |              | Kville, Bohuslän    |       | 58.624482, 11.346743 | 10156403230001 | Ladda upp en bild av detta fornminne      |
| Valberget (Kville 324:1)            | Röse                             |              | Kville, Bohuslän    |       | 58.621773, 11.344904 | 10156403240001 | Ladda upp en bild av detta fornminne      |
| Kville 326:1                        | Grav markerad av sten/block      |              | Kville, Bohuslän    |       | 58.614323, 11.351985 | 10156403260001 | Ladda upp en bild av detta fornminne      |
| Kville 326:2                        | Grav markerad av sten/block      |              | Kville, Bohuslän    |       | 58.614244, 11.352045 | 10156403260002 | Ladda upp en bild av detta fornminne      |
| Kville 327:1                        | Grav markerad av sten/block      |              | Kville, Bohuslän    |       | 58.613717, 11.342807 | 10156403270001 | Ladda upp en bild av detta fornminne      |
| Kville 327:2                        | Grav markerad av sten/block      |              | Kville, Bohuslän    |       | 58.613670, 11.342855 | 10156403270002 | Ladda upp en bild av detta fornminne      |
| Kville 327:3                        | Grav markerad av sten/block      |              | Kville, Bohuslän    |       | 58.613634, 11.342924 | 10156403270003 | Ladda upp en bild av detta fornminne      |
| Kville 327:4                        | Grav markerad av sten/block      |              | Kville, Bohuslän    |       | 58.613711, 11.342985 | 10156403270004 | Ladda upp en bild av detta fornminne      |
| Kville 328:1                        | Röse                             |              | Kville, Bohuslän    |       | 58.614064, 11.337693 | 10156403280001 | Ladda upp en bild av detta fornminne      |
| Kville 329:1                        | Stensättning                     |              | Kville, Bohuslän    |       | 58.615265, 11.337275 | 10156403290001 | Ladda upp en bild av detta fornminne      |
| Kville 329:2                        | Stensättning                     |              | Kville, Bohuslän    |       | 58.615144, 11.337459 | 10156403290002 | Ladda upp en bild av detta fornminne      |
| Kville 329:3                        | Stensättning                     |              | Kville, Bohuslän    |       | 58.615137, 11.336892 | 10156403290003 | Ladda upp en bild av detta fornminne      |
| Kville 330:1                        | Röse                             |              | Kville, Bohuslän    |       | 58.612313, 11.367735 | 10156403300001 | Ladda upp en bild av detta fornminne      |
| Kville 331:1                        | Stensättning                     |              | Kville, Bohuslän    |       | 58.611156, 11.349632 | 10156403310001 | Ladda upp en bild av detta fornminne      |
| Kville 331:2                        | Stensättning                     |              | Kville, Bohuslän    |       | 58.611043, 11.349455 | 10156403310002 | Ladda upp en bild av detta fornminne      |
| Kville 332:1                        | Röse                             |              | Kville, Bohuslän    |       | 58.608899, 11.342057 | 10156403320001 | Ladda upp en bild av detta fornminne      |
| Kville 333:1                        | Röse                             |              | Kville, Bohuslän    |       | 58.607820, 11.343908 | 10156403330001 | Ladda upp en bild av detta fornminne      |
| Kville 334:1                        | Hög                              |              | Kville, Bohuslän    |       | 58.606954, 11.364733 | 10156403340001 | Ladda upp en bild av detta fornminne      |
| Kville 335:1                        | Grav markerad av sten/block      |              | Kville, Bohuslän    |       | 58.606777, 11.363891 | 10156403350001 | Ladda upp en bild av detta fornminne      |
| Grönehög (Kville 337:1)             | Hög                              |              | Kville, Bohuslän    |       | 58.597013, 11.331491 | 10156403370001 | Ladda upp en bild av detta fornminne      |
| Kville 338:1                        | Gravfält                         |              | Kville, Bohuslän    |       | 58.594982, 11.334810 | 10156403380001 | Ladda upp en bild av detta fornminne      |
| Kville 339:1                        | Stensättning                     |              | Kville, Bohuslän    |       | 58.596436, 11.335091 | 10156403390001 | Ladda upp en bild av detta fornminne      |
| Kville 339:2                        | Stensättning                     |              | Kville, Bohuslän    |       | 58.596361, 11.335305 | 10156403390002 | Ladda upp en bild av detta fornminne      |
| Kville 344:1                        | Gravfält                         |              | Kville, Bohuslän    |       | 58.614947, 11.371529 | 10156403440001 | Ladda upp en bild av detta fornminne      |
| Kville 345:1                        | Gravfält                         |              | Kville, Bohuslän    |       | 58.594447, 11.363850 | 10156403450001 | Ladda upp en bild av detta fornminne      |
| Kville 346:1                        | Stenkammargrav                   |              | Kville, Bohuslän    |       | 58.600576, 11.351911 | 10156403460001 | Ladda upp en bild av detta fornminne      |
| Kville 347:1                        | Stensättning                     |              | Kville, Bohuslän    |       | 58.593621, 11.343402 | 10156403470001 | Ladda upp en bild av detta fornminne      |
| Kville 348:1                        | Stensättning                     |              | Kville, Bohuslän    |       | 58.620401, 11.315960 | 10156403480001 | Ladda upp en bild av detta fornminne      |
| Kville 350:1                        | Stensättning                     |              | Kville, Bohuslän    |       | 58.629310, 11.325213 | 10156403500001 | Ladda upp en bild av detta fornminne      |
| Kville 368:1                        | Stensättning                     |              | Kville, Bohuslän    |       | 58.577844, 11.340004 | 10156403680001 | Ladda upp en bild av detta fornminne      |
| Kville 369:1                        | Stensättning                     |              | Kville, Bohuslän    |       | 58.552352, 11.312685 | 10156403690001 | Ladda upp en bild av detta fornminne      |
| Kville 370:1                        | Stensättning                     |              | Kville, Bohuslän    |       | 58.552789, 11.307547 | 10156403700001 | Ladda upp en bild av detta fornminne      |
| Kville 371:1                        | Röse                             |              | Kville, Bohuslän    |       | 58.563730, 11.309814 | 10156403710001 | Ladda upp en bild av detta fornminne      |
| Kville 371:2                        | Stensättning                     |              | Kville, Bohuslän    |       | 58.563729, 11.309504 | 10156403710002 | Ladda upp en bild av detta fornminne      |
| Kämpestenen (Kville 374:1)          | Grav markerad av sten/block      |              | Kville, Bohuslän    |       | 58.560057, 11.325297 | 10156403740001 | Ladda upp en bild av detta fornminne      |
| Kville 377:1                        | Röse                             |              | Kville, Bohuslän    |       | 58.549248, 11.307860 | 10156403770001 | Ladda upp en bild av detta fornminne      |
| Kville 378:1                        | Röse                             |              | Kville, Bohuslän    |       | 58.546369, 11.305707 | 10156403780001 | Ladda upp en bild av detta fornminne      |
| Kville 380:1                        | Röse                             |              | Kville, Bohuslän    |       | 58.549192, 11.327748 | 10156403800001 | Ladda upp en bild av detta fornminne      |
| Kville 381:1                        | Röse                             |              | Kville, Bohuslän    |       | 58.551074, 11.328989 | 10156403810001 | Ladda upp en bild av detta fornminne      |
| Kville 382:1                        | Röse                             |              | Kville, Bohuslän    |       | 58.551823, 11.331469 | 10156403820001 | Ladda upp en bild av detta fornminne      |
| Kville 383:1                        | Stenkammargrav                   |              | Kville, Bohuslän    |       | 58.551885, 11.332407 | 10156403830001 | Ladda upp en bild av detta fornminne      |
| Kville 384:1                        | Stensättning                     |              | Kville, Bohuslän    |       | 58.552040, 11.332937 | 10156403840001 | Ladda upp en bild av detta fornminne      |
| Kville 385:1                        | Stensättning                     |              | Kville, Bohuslän    |       | 58.546454, 11.321393 | 10156403850001 | Ladda upp en bild av detta fornminne      |
| Kville 386:1                        | Röse                             |              | Kville, Bohuslän    |       | 58.544836, 11.318085 | 10156403860001 | Ladda upp en bild av detta fornminne      |
| Kville 388:1                        | Hög                              |              | Kville, Bohuslän    |       | 58.560610, 11.338562 | 10156403880001 | Ladda upp en till bild av detta fornminne |
| Kville 391:1                        | Röse                             |              | Kville, Bohuslän    |       | 58.550869, 11.317501 | 10156403910001 | Ladda upp en bild av detta fornminne      |
| Kville 392:1                        | Hög                              |              | Kville, Bohuslän    |       | 58.556706, 11.330636 | 10156403920001 | Ladda upp en bild av detta fornminne      |
| Kville 394:1                        | Röse                             |              | Kville, Bohuslän    |       | 58.557135, 11.370110 | 10156403940001 | Ladda upp en bild av detta fornminne      |
| Kville 395:1                        | Stenkrets                        |              | Kville, Bohuslän    |       | 58.561674, 11.364899 | 10156403950001 | Ladda upp en bild av detta fornminne      |
| Kville 397:1                        | Hög                              |              | Kville, Bohuslän    |       | 58.574249, 11.367945 | 10156403970001 | Ladda upp en bild av detta fornminne      |
| Kville 398:1                        | Hög                              |              | Kville, Bohuslän    |       | 58.575472, 11.373021 | 10156403980001 | Ladda upp en bild av detta fornminne      |
| Kville 399:1                        | Gravfält                         |              | Kville, Bohuslän    |       | 58.573359, 11.385282 | 10156403990001 | Ladda upp en bild av detta fornminne      |
| Kville 400:1                        | Röse                             |              | Kville, Bohuslän    |       | 58.571464, 11.379154 | 10156404000001 | Ladda upp en bild av detta fornminne      |
| Kville 401:1                        | Stensättning                     |              | Kville, Bohuslän    |       | 58.554702, 11.376067 | 10156404010001 | Ladda upp en bild av detta fornminne      |
| Kville 402:1                        | Stensättning                     |              | Kville, Bohuslän    |       | 58.579447, 11.359030 | 10156404020001 | Ladda upp en bild av detta fornminne      |
| Kville 402:2                        | Stensättning                     |              | Kville, Bohuslän    |       | 58.579311, 11.359251 | 10156404020002 | Ladda upp en bild av detta fornminne      |
| Kville 403:1                        | Röse                             |              | Kville, Bohuslän    |       | 58.580993, 11.358171 | 10156404030001 | Ladda upp en bild av detta fornminne      |
| Kville 403:2                        | Stensättning                     |              | Kville, Bohuslän    |       | 58.581317, 11.358203 | 10156404030002 | Ladda upp en bild av detta fornminne      |
| Kville 404:1                        | Gravfält                         |              | Kville, Bohuslän    |       | 58.584344, 11.363168 | 10156404040001 | Ladda upp en bild av detta fornminne      |
| Kville 406:1                        | Hög                              |              | Kville, Bohuslän    |       | 58.583345, 11.359338 | 10156404060001 | Ladda upp en bild av detta fornminne      |
| Kville 406:2                        | Stensättning                     |              | Kville, Bohuslän    |       | 58.583281, 11.359568 | 10156404060002 | Ladda upp en bild av detta fornminne      |
| Kville 406:3                        | Stensättning                     |              | Kville, Bohuslän    |       | 58.583410, 11.359090 | 10156404060003 | Ladda upp en bild av detta fornminne      |
| Kville 406:4                        | Stensättning                     |              | Kville, Bohuslän    |       | 58.583214, 11.359163 | 10156404060004 | Ladda upp en bild av detta fornminne      |
| Kville 408:1                        | Grav markerad av sten/block      |              | Kville, Bohuslän    |       | 58.585106, 11.374434 | 10156404080001 | Ladda upp en bild av detta fornminne      |
| Kville 410:1                        | Röse                             |              | Kville, Bohuslän    |       | 58.567182, 11.403041 | 10156404100001 | Ladda upp en bild av detta fornminne      |
| Kville 411:1                        | Röse                             |              | Kville, Bohuslän    |       | 58.564781, 11.404129 | 10156404110001 | Ladda upp en bild av detta fornminne      |
| Kville 412:1                        | Röse                             |              | Kville, Bohuslän    |       | 58.563908, 11.402557 | 10156404120001 | Ladda upp en bild av detta fornminne      |
| Kville 413:1                        | Röse                             |              | Kville, Bohuslän    |       | 58.563350, 11.400745 | 10156404130001 | Ladda upp en bild av detta fornminne      |
| Kville 414:1                        | Röse                             |              | Kville, Bohuslän    |       | 58.562858, 11.400197 | 10156404140001 | Ladda upp en bild av detta fornminne      |
| Kville 415:1                        | Stenkammargrav                   |              | Kville, Bohuslän    |       | 58.573674, 11.384534 | 10156404150001 | Ladda upp en bild av detta fornminne      |
| Kville 417:1                        | Hög                              |              | Kville, Bohuslän    |       | 58.545332, 11.267951 | 10156404170001 | Ladda upp en bild av detta fornminne      |
| Kville 418:1                        | Hög                              |              | Kville, Bohuslän    |       | 58.560608, 11.402437 | 10156404180001 | Ladda upp en bild av detta fornminne      |
| Kville 418:2                        | Stensättning                     |              | Kville, Bohuslän    |       | 58.560602, 11.402231 | 10156404180002 | Ladda upp en bild av detta fornminne      |
| Kville 419:1                        | Röse                             |              | Kville, Bohuslän    |       | 58.577194, 11.334326 | 10156404190001 | Ladda upp en bild av detta fornminne      |
| Kville 422:1                        | Gravfält                         |              | Kville, Bohuslän    |       | 58.551989, 11.409555 | 10156404220001 | Ladda upp en bild av detta fornminne      |
| Kville 423:1                        | Stensättning                     |              | Kville, Bohuslän    |       | 58.556219, 11.411785 | 10156404230001 | Ladda upp en bild av detta fornminne      |
| Kville 424:1                        | Röse                             |              | Kville, Bohuslän    |       | 58.556828, 11.413635 | 10156404240001 | Ladda upp en bild av detta fornminne      |
| Kville 424:2                        | Röse                             |              | Kville, Bohuslän    |       | 58.556905, 11.413214 | 10156404240002 | Ladda upp en bild av detta fornminne      |
| Kville 425:1                        | Röse                             |              | Kville, Bohuslän    |       | 58.558825, 11.414526 | 10156404250001 | Ladda upp en bild av detta fornminne      |
| Kville 426:1                        | Stensättning                     |              | Kville, Bohuslän    |       | 58.552107, 11.417200 | 10156404260001 | Ladda upp en bild av detta fornminne      |
| Kville 427:1                        | Röse                             |              | Kville, Bohuslän    |       | 58.552845, 11.418753 | 10156404270001 | Ladda upp en bild av detta fornminne      |
| Kville 428:1                        | Röse                             |              | Kville, Bohuslän    |       | 58.566504, 11.338646 | 10156404280001 | Ladda upp en bild av detta fornminne      |
| Kville 431:1                        | Röse                             |              | Kville, Bohuslän    |       | 58.540942, 11.332536 | 10156404310001 | Ladda upp en bild av detta fornminne      |
| Kville 432:1                        | Röse                             |              | Kville, Bohuslän    |       | 58.540006, 11.336861 | 10156404320001 | Ladda upp en bild av detta fornminne      |
| Kville 434:1                        | Röse                             |              | Kville, Bohuslän    |       | 58.529105, 11.261544 | 10156404340001 | Ladda upp en bild av detta fornminne      |
| Kville 435:1                        | Röse                             |              | Kville, Bohuslän    |       | 58.533403, 11.271928 | 10156404350001 | Ladda upp en bild av detta fornminne      |
| Kville 438:1                        | Gravfält                         |              | Kville, Bohuslän    |       | 58.536355, 11.281131 | 10156404380001 | Ladda upp en till bild av detta fornminne |
| Hoge slott, Hornborg (Kville 439:1) | Borg                             |              | Kville, Bohuslän    |       | 58.536183, 11.279416 | 10156404390001 | Ladda upp en till bild av detta fornminne |
| Kville 464:1                        | Röse                             |              | Kville, Bohuslän    |       | 58.554179, 11.376279 | 10156404640001 | Ladda upp en bild av detta fornminne      |
| Kville 465:1                        | Röse                             |              | Kville, Bohuslän    |       | 58.533459, 11.363267 | 10156404650001 | Ladda upp en bild av detta fornminne      |
| Kville 466:1                        | Hög                              |              | Kville, Bohuslän    |       | 58.545107, 11.387142 | 10156404660001 | Ladda upp en bild av detta fornminne      |
| Kville 466:3                        | Hög                              |              | Kville, Bohuslän    |       | 58.545155, 11.387686 | 10156404660003 | Ladda upp en bild av detta fornminne      |
| Kville 469:1                        | Gravfält                         |              | Kville, Bohuslän    |       | 58.546567, 11.384799 | 10156404690001 | Ladda upp en bild av detta fornminne      |
| Kville 470:1                        | Hög                              |              | Kville, Bohuslän    |       | 58.542735, 11.377760 | 10156404700001 | Ladda upp en bild av detta fornminne      |
| Kville 470:2                        | Hög                              |              | Kville, Bohuslän    |       | 58.542557, 11.377802 | 10156404700002 | Ladda upp en bild av detta fornminne      |
| Kville 470:3                        | Hög                              |              | Kville, Bohuslän    |       | 58.542310, 11.377699 | 10156404700003 | Ladda upp en bild av detta fornminne      |
| Kville 471:1                        | Hög                              |              | Kville, Bohuslän    |       | 58.542109, 11.377143 | 10156404710001 | Ladda upp en bild av detta fornminne      |
| Kville 471:3                        | Hög                              |              | Kville, Bohuslän    |       | 58.542016, 11.376606 | 10156404710003 | Ladda upp en bild av detta fornminne      |
| Kville 471:4                        | Stensättning                     |              | Kville, Bohuslän    |       | 58.542270, 11.376879 | 10156404710004 | Ladda upp en bild av detta fornminne      |
| Kville 472:1                        | Hög                              |              | Kville, Bohuslän    |       | 58.541594, 11.375891 | 10156404720001 | Ladda upp en bild av detta fornminne      |
| Kville 473:1                        | Hög                              |              | Kville, Bohuslän    |       | 58.541986, 11.375578 | 10156404730001 | Ladda upp en bild av detta fornminne      |
| Kville 475:1                        | Röse                             |              | Kville, Bohuslän    |       | 58.542733, 11.404535 | 10156404750001 | Ladda upp en bild av detta fornminne      |
| Kville 477:1                        | Röse                             |              | Kville, Bohuslän    |       | 58.534610, 11.424966 | 10156404770001 | Ladda upp en bild av detta fornminne      |
| Kville 478:1                        | Stenkrets                        |              | Kville, Bohuslän    |       | 58.542063, 11.327972 | 10156404780001 | Ladda upp en bild av detta fornminne      |
| Kville 481:1                        | Stensättning                     |              | Kville, Bohuslän    |       | 58.550059, 11.427068 | 10156404810001 | Ladda upp en bild av detta fornminne      |
| Kville 482:1                        | Röse                             |              | Kville, Bohuslän    |       | 58.555238, 11.423587 | 10156404820001 | Ladda upp en bild av detta fornminne      |
| Kville 486:1                        | Gravfält                         |              | Kville, Bohuslän    |       | 58.576556, 11.457683 | 10156404860001 | Ladda upp en bild av detta fornminne      |
| Kville 487:1                        | Hög                              |              | Kville, Bohuslän    |       | 58.576692, 11.459587 | 10156404870001 | Ladda upp en bild av detta fornminne      |
| Kville 487:2                        | Hög                              |              | Kville, Bohuslän    |       | 58.576702, 11.459861 | 10156404870002 | Ladda upp en bild av detta fornminne      |
| Kville 488:1                        | Gravfält                         |              | Kville, Bohuslän    |       | 58.573859, 11.448496 | 10156404880001 | Ladda upp en bild av detta fornminne      |
| Kville 497:1                        | Hög                              |              | Kville, Bohuslän    |       | 58.582131, 11.461374 | 10156404970001 | Ladda upp en bild av detta fornminne      |
| Kville 499:1                        | Gravfält                         |              | Kville, Bohuslän    |       | 58.544574, 11.450459 | 10156404990001 | Ladda upp en bild av detta fornminne      |
| Kville 500:1                        | Hög                              |              | Kville, Bohuslän    |       | 58.542762, 11.469326 | 10156405000001 | Ladda upp en bild av detta fornminne      |
| Kville 503:1                        | Röse                             |              | Kville, Bohuslän    |       | 58.542194, 11.488140 | 10156405030001 | Ladda upp en bild av detta fornminne      |
| Kville 506:1                        | Röse                             |              | Kville, Bohuslän    |       | 58.539371, 11.425109 | 10156405060001 | Ladda upp en bild av detta fornminne      |
| Kville 511:1                        | Gravfält                         |              | Kville, Bohuslän    |       | 58.548982, 11.336839 | 10156405110001 | Ladda upp en till bild av detta fornminne |
| Kville 511:2                        | Hällristning                     |              | Kville, Bohuslän    |       | 58.548933, 11.337902 | 10156405110002 | Ladda upp en bild av detta fornminne      |
| Kville 517:1                        | Begravningsplats                 |              | Kville, Bohuslän    |       | 58.540882, 11.287740 | 10156405170001 | Ladda upp en bild av detta fornminne      |
| Kville 519:1                        | Hög                              |              | Kville, Bohuslän    |       | 58.574578, 11.388303 | 10156405190001 | Ladda upp en bild av detta fornminne      |
| Kville 519:2                        | Hög                              |              | Kville, Bohuslän    |       | 58.574498, 11.388860 | 10156405190002 | Ladda upp en bild av detta fornminne      |
| Kville 519:3                        | Hög                              |              | Kville, Bohuslän    |       | 58.574688, 11.388962 | 10156405190003 | Ladda upp en bild av detta fornminne      |
| Kville 543:1                        | Fornborg                         |              | Kville, Bohuslän    |       | 58.538876, 11.285351 | 10156405430001 | Ladda upp en bild av detta fornminne      |
| Kville 544:1                        | Stensättning                     |              | Kville, Bohuslän    |       | 58.556681, 11.403537 | 10156405440001 | Ladda upp en bild av detta fornminne      |
| Kville 544:2                        | Stensättning                     |              | Kville, Bohuslän    |       | 58.556675, 11.403348 | 10156405440002 | Ladda upp en bild av detta fornminne      |
| Kville 544:3                        | Stensättning                     |              | Kville, Bohuslän    |       | 58.556766, 11.403373 | 10156405440003 | Ladda upp en bild av detta fornminne      |
| Kville 558:1                        | Hög                              |              | Kville, Bohuslän    |       | 58.563420, 11.406650 | 10156405580001 | Ladda upp en bild av detta fornminne      |
| Kville 559:1                        | Hög                              |              | Kville, Bohuslän    |       | 58.554745, 11.496344 | 10156405590001 | Ladda upp en bild av detta fornminne      |
| Kville 560:1                        | Grav markerad av sten/block      |              | Kville, Bohuslän    |       | 58.565198, 11.343209 | 10156405600001 | Ladda upp en bild av detta fornminne      |
| Kville 560:2                        | Grav markerad av sten/block      |              | Kville, Bohuslän    |       | 58.565194, 11.343382 | 10156405600002 | Ladda upp en bild av detta fornminne      |
| Kville 561:1                        | Röse                             |              | Kville, Bohuslän    |       | 58.542939, 11.344042 | 10156405610001 | Ladda upp en bild av detta fornminne      |
| Kville 562:1                        | Röse                             |              | Kville, Bohuslän    |       | 58.541246, 11.450951 | 10156405620001 | Ladda upp en bild av detta fornminne      |
| Kville 562:2                        | Stensättning                     |              | Kville, Bohuslän    |       | 58.541073, 11.450576 | 10156405620002 | Ladda upp en bild av detta fornminne      |
| Kville 569:1                        | Stensättning                     |              | Kville, Bohuslän    |       | 58.542475, 11.373085 | 10156405690001 | Ladda upp en bild av detta fornminne      |
| Kville 580:1                        | Hög                              |              | Kville, Bohuslän    |       | 58.544933, 11.450398 | 10156405800001 | Ladda upp en bild av detta fornminne      |
| Kville 580:2                        | Stensättning                     |              | Kville, Bohuslän    |       | 58.544934, 11.450140 | 10156405800002 | Ladda upp en bild av detta fornminne      |
| Kville 580:3                        | Stensättning                     |              | Kville, Bohuslän    |       | 58.545008, 11.449908 | 10156405800003 | Ladda upp en bild av detta fornminne      |
| Kville 591:1                        | Hög                              |              | Kville, Bohuslän    |       | 58.584941, 11.416354 | 10156405910001 | Ladda upp en bild av detta fornminne      |
| Kville 591:2                        | Hög                              |              | Kville, Bohuslän    |       | 58.584917, 11.416735 | 10156405910002 | Ladda upp en bild av detta fornminne      |
| Kville 601:1                        | Röse                             |              | Kville, Bohuslän    |       | 58.625267, 11.312040 | 10156406010001 | Ladda upp en bild av detta fornminne      |
| Kville 601:2                        | Röse                             |              | Kville, Bohuslän    |       | 58.625590, 11.311980 | 10156406010002 | Ladda upp en bild av detta fornminne      |
| Kville 602:1                        | Röse                             |              | Kville, Bohuslän    |       | 58.619563, 11.307668 | 10156406020001 | Ladda upp en bild av detta fornminne      |
| Kville 602:2                        | Stensättning                     |              | Kville, Bohuslän    |       | 58.619064, 11.306841 | 10156406020002 | Ladda upp en bild av detta fornminne      |
| Kville 608:1                        | Gravfält                         |              | Kville, Bohuslän    |       | 58.607349, 11.288129 | 10156406080001 | Ladda upp en bild av detta fornminne      |
| Kville 610:1                        | Röse                             |              | Kville, Bohuslän    |       | 58.605777, 11.281625 | 10156406100001 | Ladda upp en bild av detta fornminne      |
| Kville 611:1                        | Hög                              |              | Kville, Bohuslän    |       | 58.601932, 11.283366 | 10156406110001 | Ladda upp en bild av detta fornminne      |
| Kville 611:2                        | Grav markerad av sten/block      |              | Kville, Bohuslän    |       | 58.602031, 11.283128 | 10156406110002 | Ladda upp en bild av detta fornminne      |
| Kville 611:3                        | Grav markerad av sten/block      |              | Kville, Bohuslän    |       | 58.602071, 11.283243 | 10156406110003 | Ladda upp en bild av detta fornminne      |
| Kville 614:1                        | Gravfält                         |              | Kville, Bohuslän    |       | 58.600846, 11.327550 | 10156406140001 | Ladda upp en bild av detta fornminne      |
| Kville 615:1                        | Röse                             |              | Kville, Bohuslän    |       | 58.603111, 11.276603 | 10156406150001 | Ladda upp en bild av detta fornminne      |
| Kville 616:1                        | Röse                             |              | Kville, Bohuslän    |       | 58.599670, 11.255626 | 10156406160001 | Ladda upp en till bild av detta fornminne |
| Kville 617:1                        | Röse                             |              | Kville, Bohuslän    |       | 58.592655, 11.269102 | 10156406170001 | Ladda upp en till bild av detta fornminne |
| Kville 618:1                        | Röse                             |              | Kville, Bohuslän    |       | 58.592559, 11.279275 | 10156406180001 | Ladda upp en bild av detta fornminne      |
| Kville 619:1                        | Röse                             |              | Kville, Bohuslän    |       | 58.589260, 11.281058 | 10156406190001 | Ladda upp en bild av detta fornminne      |
| Kville 620:1                        | Röse                             |              | Kville, Bohuslän    |       | 58.588227, 11.276527 | 10156406200001 | Ladda upp en bild av detta fornminne      |
| Kville 695:1                        | Begravningsplats                 |              | Kville, Bohuslän    |       | 58.592341, 11.269577 | 10156406950001 | Ladda upp en bild av detta fornminne      |
| Kville 696:1                        | Röse                             |              | Kville, Bohuslän    |       | 58.592313, 11.269787 | 10156406960001 | Ladda upp en bild av detta fornminne      |
| Kville 702:1                        | Hällristning                     |              | Kville, Bohuslän    |       | 58.544422, 11.418211 | 10156407020001 | Ladda upp en bild av detta fornminne      |
| Kville 703:1                        | Hällristning                     |              | Kville, Bohuslän    |       | 58.543957, 11.418018 | 10156407030001 | Ladda upp en bild av detta fornminne      |
| Kville 704:1                        | Röse                             |              | Kville, Bohuslän    |       | 58.567053, 11.276815 | 10156407040001 | Ladda upp en bild av detta fornminne      |
| Kville 705:1                        | Röse                             |              | Kville, Bohuslän    |       | 58.569198, 11.277152 | 10156407050001 | Ladda upp en bild av detta fornminne      |
| Kville 707:1                        | Röse                             |              | Kville, Bohuslän    |       | 58.582780, 11.327162 | 10156407070001 | Ladda upp en bild av detta fornminne      |
| Kville 708:1                        | Röse                             |              | Kville, Bohuslän    |       | 58.577500, 11.315016 | 10156407080001 | Ladda upp en bild av detta fornminne      |
| Kville 709:1                        | Röse                             |              | Kville, Bohuslän    |       | 58.578597, 11.313666 | 10156407090001 | Ladda upp en bild av detta fornminne      |
| Kville 710:1                        | Hög                              |              | Kville, Bohuslän    |       | 58.579182, 11.325099 | 10156407100001 | Ladda upp en bild av detta fornminne      |
| Kville 710:2                        | Grav markerad av sten/block      |              | Kville, Bohuslän    |       | 58.579263, 11.324814 | 10156407100002 | Ladda upp en bild av detta fornminne      |
| Kville 711:1                        | Stensättning                     |              | Kville, Bohuslän    |       | 58.575015, 11.304683 | 10156407110001 | Ladda upp en bild av detta fornminne      |
| Kville 712:1                        | Röse                             |              | Kville, Bohuslän    |       | 58.575741, 11.300820 | 10156407120001 | Ladda upp en bild av detta fornminne      |
| Kville 715:1                        | Hög                              |              | Kville, Bohuslän    |       | 58.619133, 11.358091 | 10156407150001 | Ladda upp en bild av detta fornminne      |
| Kville 717:1                        | Röse                             |              | Kville, Bohuslän    |       | 58.582828, 11.309494 | 10156407170001 | Ladda upp en bild av detta fornminne      |
| Kville 723:1                        | Stensättning                     |              | Kville, Bohuslän    |       | 58.543554, 11.332453 | 10156407230001 | Ladda upp en bild av detta fornminne      |
| Kville 723:2                        | Stensättning                     |              | Kville, Bohuslän    |       | 58.543721, 11.333008 | 10156407230002 | Ladda upp en bild av detta fornminne      |
| Kville 724:1                        | Grav markerad av sten/block      |              | Kville, Bohuslän    |       | 58.560987, 11.400694 | 10156407240001 | Ladda upp en bild av detta fornminne      |
| Kville 726:1                        | Röse                             |              | Kville, Bohuslän    |       | 58.569851, 11.295074 | 10156407260001 | Ladda upp en bild av detta fornminne      |
| Kville 728:1                        | Röse                             |              | Kville, Bohuslän    |       | 58.543857, 11.319856 | 10156407280001 | Ladda upp en bild av detta fornminne      |
| Kville 735:1                        | Hög                              |              | Kville, Bohuslän    |       | 58.607641, 11.290660 | 10156407350001 | Ladda upp en bild av detta fornminne      |
| Kville 738:1                        | Hällristning                     |              | Kville, Bohuslän    |       | 58.612312, 11.308699 | 10156407380001 | Ladda upp en bild av detta fornminne      |
| Kville 744:1                        | Stensättning                     |              | Kville, Bohuslän    |       | 58.582268, 11.303408 | 10156407440001 | Ladda upp en bild av detta fornminne      |
| Kville 746:1                        | Stensättning                     |              | Kville, Bohuslän    |       | 58.564839, 11.277694 | 10156407460001 | Ladda upp en bild av detta fornminne      |
| Kville 746:2                        | Stensättning                     |              | Kville, Bohuslän    |       | 58.564695, 11.277250 | 10156407460002 | Ladda upp en bild av detta fornminne      |
| Kville 747:1                        | Stensättning                     |              | Kville, Bohuslän    |       | 58.558616, 11.272022 | 10156407470001 | Ladda upp en bild av detta fornminne      |
| Kville 756:1                        | Hög                              |              | Kville, Bohuslän    |       | 58.554596, 11.325582 | 10156407560001 | Ladda upp en bild av detta fornminne      |
| Kville 758:1                        | Stensättning                     |              | Kville, Bohuslän    |       | 58.558242, 11.331625 | 10156407580001 | Ladda upp en bild av detta fornminne      |
| Kville 759:1                        | Röse                             |              | Kville, Bohuslän    |       | 58.555959, 11.317292 | 10156407590001 | Ladda upp en bild av detta fornminne      |
| Kville 759:2                        | Stensättning                     |              | Kville, Bohuslän    |       | 58.555823, 11.317054 | 10156407590002 | Ladda upp en bild av detta fornminne      |
| Kville 759:3                        | Stensättning                     |              | Kville, Bohuslän    |       | 58.555940, 11.316846 | 10156407590003 | Ladda upp en bild av detta fornminne      |
| Kville 759:4                        | Stensättning                     |              | Kville, Bohuslän    |       | 58.555663, 11.316889 | 10156407590004 | Ladda upp en bild av detta fornminne      |
| Kville 760:1                        | Gravfält                         |              | Kville, Bohuslän    |       | 58.557595, 11.321246 | 10156407600001 | Ladda upp en bild av detta fornminne      |
| Kville 761:2                        | Hällristning                     |              | Kville, Bohuslän    |       | 58.562766, 11.302096 | 10156407610002 | Ladda upp en bild av detta fornminne      |
| Kville 778:1                        | Stensättning                     |              | Kville, Bohuslän    |       | 58.556639, 11.296288 | 10156407780001 | Ladda upp en bild av detta fornminne      |
| Kville 784:1                        | Stensättning                     |              | Kville, Bohuslän    |       | 58.561025, 11.334456 | 10156407840001 | Ladda upp en bild av detta fornminne      |
| Kville 785:1                        | Stensättning                     |              | Kville, Bohuslän    |       | 58.560398, 11.334535 | 10156407850001 | Ladda upp en bild av detta fornminne      |
| Kville 785:2                        | Stensättning                     |              | Kville, Bohuslän    |       | 58.560519, 11.334620 | 10156407850002 | Ladda upp en bild av detta fornminne      |
| Kville 788:1                        | Stenkammargrav                   |              | Kville, Bohuslän    |       | 58.570709, 11.329648 | 10156407880001 | Ladda upp en bild av detta fornminne      |
| Kville 789:1                        | Röse                             |              | Kville, Bohuslän    |       | 58.570808, 11.340780 | 10156407890001 | Ladda upp en bild av detta fornminne      |
| Kville 790:1                        | Stensättning                     |              | Kville, Bohuslän    |       | 58.565252, 11.341450 | 10156407900001 | Ladda upp en bild av detta fornminne      |
| Kville 792:1                        | Stensättning                     |              | Kville, Bohuslän    |       | 58.563414, 11.339780 | 10156407920001 | Ladda upp en bild av detta fornminne      |
| Kville 795:1                        | Stensättning                     |              | Kville, Bohuslän    |       | 58.588828, 11.336796 | 10156407950001 | Ladda upp en bild av detta fornminne      |
| Kville 798:1                        | Stensättning                     |              | Kville, Bohuslän    |       | 58.585026, 11.348160 | 10156407980001 | Ladda upp en bild av detta fornminne      |
| Kville 802:1                        | Hög                              |              | Kville, Bohuslän    |       | 58.594775, 11.278430 | 10156408020001 | Ladda upp en bild av detta fornminne      |
| Kville 803:1                        | Stensättning                     |              | Kville, Bohuslän    |       | 58.592240, 11.285037 | 10156408030001 | Ladda upp en bild av detta fornminne      |
| Kville 804:1                        | Röse                             |              | Kville, Bohuslän    |       | 58.562670, 11.186504 | 10156408040001 | Ladda upp en bild av detta fornminne      |
| Kville 805:1                        | Begravningsplats                 |              | Kville, Bohuslän    |       | 58.564930, 11.186351 | 10156408050001 | Ladda upp en bild av detta fornminne      |
| Kville 806:1                        | Begravningsplats                 |              | Kville, Bohuslän    |       | 58.588455, 11.196070 | 10156408060001 | Ladda upp en bild av detta fornminne      |
| Kville 808:1                        | Fiskeläge                        |              | Kville, Bohuslän    |       | 58.580627, 11.219730 | 10156408080001 | Ladda upp en bild av detta fornminne      |
| Kville 809:1                        | Röse                             |              | Kville, Bohuslän    |       | 58.571668, 11.287278 | 10156408090001 | Ladda upp en bild av detta fornminne      |
| Kville 809:2                        | Stensättning                     |              | Kville, Bohuslän    |       | 58.571577, 11.287257 | 10156408090002 | Ladda upp en bild av detta fornminne      |
| Kville 809:3                        | Stensättning                     |              | Kville, Bohuslän    |       | 58.571620, 11.287440 | 10156408090003 | Ladda upp en bild av detta fornminne      |
| Kville 809:4                        | Stensättning                     |              | Kville, Bohuslän    |       | 58.571734, 11.287354 | 10156408090004 | Ladda upp en bild av detta fornminne      |
| Kville 810:1                        | Röse                             |              | Kville, Bohuslän    |       | 58.575646, 11.270219 | 10156408100001 | Ladda upp en bild av detta fornminne      |
| Kville 810:2                        | Röse                             |              | Kville, Bohuslän    |       | 58.575693, 11.270040 | 10156408100002 | Ladda upp en bild av detta fornminne      |
| Kville 811:1                        | Röse                             |              | Kville, Bohuslän    |       | 58.574350, 11.271100 | 10156408110001 | Ladda upp en bild av detta fornminne      |
| Kville 812:1                        | Begravningsplats                 |              | Kville, Bohuslän    |       | 58.575735, 11.274590 | 10156408120001 | Ladda upp en bild av detta fornminne      |
| Kville 813:1                        | Röse                             |              | Kville, Bohuslän    |       | 58.575924, 11.275519 | 10156408130001 | Ladda upp en till bild av detta fornminne |
| Kville 814:1                        | Röse                             |              | Kville, Bohuslän    |       | 58.581658, 11.275410 | 10156408140001 | Ladda upp en bild av detta fornminne      |
| Kville 815:1                        | Röse                             |              | Kville, Bohuslän    |       | 58.580055, 11.257624 | 10156408150001 | Ladda upp en bild av detta fornminne      |
| Kville 817:1                        | Hög                              |              | Kville, Bohuslän    |       | 58.574680, 11.387209 | 10156408170001 | Ladda upp en bild av detta fornminne      |
| Kville 821:1                        | Gravfält                         |              | Kville, Bohuslän    |       | 58.625023, 11.427904 | 10156408210001 | Ladda upp en bild av detta fornminne      |
| Kville 822:1                        | Stensättning                     |              | Kville, Bohuslän    |       | 58.594379, 11.366991 | 10156408220001 | Ladda upp en bild av detta fornminne      |
| Kville 822:2                        | Stensättning                     |              | Kville, Bohuslän    |       | 58.594312, 11.367169 | 10156408220002 | Ladda upp en bild av detta fornminne      |
| Kville 825:1                        | Hög                              |              | Kville, Bohuslän    |       | 58.603345, 11.506465 | 10156408250001 | Ladda upp en bild av detta fornminne      |
| Kville 826:1                        | Hög                              |              | Kville, Bohuslän    |       | 58.605486, 11.500902 | 10156408260001 | Ladda upp en bild av detta fornminne      |
| Kville 827:1                        | Röse                             |              | Kville, Bohuslän    |       | 58.614179, 11.356974 | 10156408270001 | Ladda upp en bild av detta fornminne      |
| Kville 828:1                        | Hällristning                     |              | Kville, Bohuslän    |       | 58.615336, 11.360674 | 10156408280001 | Ladda upp en bild av detta fornminne      |
| Kville 829:1                        | Stensättning                     |              | Kville, Bohuslän    |       | 58.543137, 11.334282 | 10156408290001 | Ladda upp en bild av detta fornminne      |
| Kville 829:2                        | Stenkrets                        |              | Kville, Bohuslän    |       | 58.543165, 11.334021 | 10156408290002 | Ladda upp en bild av detta fornminne      |
| Kville 829:3                        | Hög                              |              | Kville, Bohuslän    |       | 58.543241, 11.333599 | 10156408290003 | Ladda upp en bild av detta fornminne      |
| Kville 829:4                        | Stensättning                     |              | Kville, Bohuslän    |       | 58.543329, 11.333296 | 10156408290004 | Ladda upp en bild av detta fornminne      |
| Kville 832:1                        | Hällmålning                      |              | Kville, Bohuslän    |       | 58.563761, 11.388460 | 10156408320001 | Ladda upp en till bild av detta fornminne |
| Kville 832:2                        | Hällristning                     |              | Kville, Bohuslän    |       | 58.563716, 11.388577 | 10156408320002 | Ladda upp en bild av detta fornminne      |
| Kville 833:1                        | Hällristning                     |              | Kville, Bohuslän    |       | 58.621469, 11.354335 | 10156408330001 | Ladda upp en bild av detta fornminne      |
| Kville 834:1                        | Hällristning                     |              | Kville, Bohuslän    |       | 58.619103, 11.358610 | 10156408340001 | Ladda upp en bild av detta fornminne      |
| Kville 835:1                        | Hällristning                     |              | Kville, Bohuslän    |       | 58.609308, 11.348467 | 10156408350001 | Ladda upp en bild av detta fornminne      |
| Kville 839:1                        | Hällristning                     |              | Kville, Bohuslän    |       | 58.630575, 11.359235 | 10156408390001 | Ladda upp en bild av detta fornminne      |
| Kville 839:2                        | Hällristning                     |              | Kville, Bohuslän    |       | 58.630391, 11.358789 | 10156408390002 | Ladda upp en bild av detta fornminne      |
| Kville 840:1                        | Hällristning                     |              | Kville, Bohuslän    |       | 58.626554, 11.357813 | 10156408400001 | Ladda upp en bild av detta fornminne      |
| Kville 840:2                        | Hällristning                     |              | Kville, Bohuslän    |       | 58.626763, 11.357568 | 10156408400002 | Ladda upp en bild av detta fornminne      |
| Kville 853:1                        | Stensättning                     |              | Kville, Bohuslän    |       | 58.628728, 11.324329 | 10156408530001 | Ladda upp en bild av detta fornminne      |
| Kville 854:1                        | Stensättning                     |              | Kville, Bohuslän    |       | 58.623301, 11.319881 | 10156408540001 | Ladda upp en bild av detta fornminne      |
| Kville 854:2                        | Stensättning                     |              | Kville, Bohuslän    |       | 58.623354, 11.319633 | 10156408540002 | Ladda upp en bild av detta fornminne      |
| Kville 856:1                        | Stensättning                     |              | Kville, Bohuslän    |       | 58.619271, 11.315101 | 10156408560001 | Ladda upp en bild av detta fornminne      |
| Kville 858:1                        | Stensättning                     |              | Kville, Bohuslän    |       | 58.619104, 11.324879 | 10156408580001 | Ladda upp en bild av detta fornminne      |
| Kville 859:1                        | Hällristning                     |              | Kville, Bohuslän    |       | 58.606995, 11.312578 | 10156408590001 | Ladda upp en bild av detta fornminne      |
| Kville 859:2                        | Hällristning                     |              | Kville, Bohuslän    |       | 58.606872, 11.312182 | 10156408590002 | Ladda upp en bild av detta fornminne      |
| Kville 860:1                        | Stensättning                     |              | Kville, Bohuslän    |       | 58.600451, 11.329131 | 10156408600001 | Ladda upp en bild av detta fornminne      |
| Kville 860:2                        | Stensättning                     |              | Kville, Bohuslän    |       | 58.600110, 11.328679 | 10156408600002 | Ladda upp en bild av detta fornminne      |
| Kville 860:3                        | Hög                              |              | Kville, Bohuslän    |       | 58.599913, 11.327983 | 10156408600003 | Ladda upp en bild av detta fornminne      |
| Kville 860:4                        | Stensättning                     |              | Kville, Bohuslän    |       | 58.600039, 11.328000 | 10156408600004 | Ladda upp en bild av detta fornminne      |
| Kville 862:1                        | Hög                              |              | Kville, Bohuslän    |       | 58.597589, 11.324794 | 10156408620001 | Ladda upp en bild av detta fornminne      |
| Kville 865:1                        | Stensättning                     |              | Kville, Bohuslän    |       | 58.592311, 11.340960 | 10156408650001 | Ladda upp en bild av detta fornminne      |
| Kville 865:2                        | Stensättning                     |              | Kville, Bohuslän    |       | 58.592517, 11.341265 | 10156408650002 | Ladda upp en bild av detta fornminne      |
| Kville 869:1                        | Stensättning                     |              | Kville, Bohuslän    |       | 58.597532, 11.354139 | 10156408690001 | Ladda upp en bild av detta fornminne      |
| Kville 879:1                        | Stensättning                     |              | Kville, Bohuslän    |       | 58.603755, 11.375372 | 10156408790001 | Ladda upp en bild av detta fornminne      |
| Kville 881:1                        | Stensättning                     |              | Kville, Bohuslän    |       | 58.615029, 11.370670 | 10156408810001 | Ladda upp en bild av detta fornminne      |
| Kville 881:2                        | Stensättning                     |              | Kville, Bohuslän    |       | 58.614901, 11.370581 | 10156408810002 | Ladda upp en bild av detta fornminne      |
| Kville 881:3                        | Stensättning                     |              | Kville, Bohuslän    |       | 58.614808, 11.370504 | 10156408810003 | Ladda upp en bild av detta fornminne      |
| Kville 883:1                        | Stensättning                     |              | Kville, Bohuslän    |       | 58.617739, 11.363968 | 10156408830001 | Ladda upp en bild av detta fornminne      |
| Kville 885:1                        | Hällristning                     |              | Kville, Bohuslän    |       | 58.616687, 11.333958 | 10156408850001 | Ladda upp en bild av detta fornminne      |
| Kville 887:1                        | Stensättning                     |              | Kville, Bohuslän    |       | 58.611945, 11.354902 | 10156408870001 | Ladda upp en bild av detta fornminne      |
| Kville 888:1                        | Stensättning                     |              | Kville, Bohuslän    |       | 58.627900, 11.363079 | 10156408880001 | Ladda upp en bild av detta fornminne      |
| Kville 888:2                        | Stensättning                     |              | Kville, Bohuslän    |       | 58.627808, 11.363312 | 10156408880002 | Ladda upp en bild av detta fornminne      |
| Kville 888:3                        | Stensättning                     |              | Kville, Bohuslän    |       | 58.628044, 11.362444 | 10156408880003 | Ladda upp en bild av detta fornminne      |
| Kville 890:1                        | Stensättning                     |              | Kville, Bohuslän    |       | 58.627313, 11.358268 | 10156408900001 | Ladda upp en bild av detta fornminne      |
| Kville 891:1                        | Stensättning                     |              | Kville, Bohuslän    |       | 58.628068, 11.357035 | 10156408910001 | Ladda upp en bild av detta fornminne      |
| Kville 894:1                        | Stensättning                     |              | Kville, Bohuslän    |       | 58.629603, 11.367980 | 10156408940001 | Ladda upp en bild av detta fornminne      |
| Kville 895:1                        | Stensättning                     |              | Kville, Bohuslän    |       | 58.631626, 11.366133 | 10156408950001 | Ladda upp en bild av detta fornminne      |
| Kville 897:1                        | Hällristning                     |              | Kville, Bohuslän    |       | 58.628935, 11.361576 | 10156408970001 | Ladda upp en bild av detta fornminne      |
| Kville 905:1                        | Fiskeläge                        |              | Kville, Bohuslän    |       | 58.608134, 11.190857 | 10156409050001 | Ladda upp en bild av detta fornminne      |
| Kville 916:1                        | Ristning, medeltid/historisk tid |              | Kville, Bohuslän    |       | 58.585750, 11.256984 | 10156409160001 | Ladda upp en bild av detta fornminne      |
| Kville 918:3                        | Fiskeläge                        |              | Kville, Bohuslän    |       | 58.583668, 11.218372 | 10156409180003 | Ladda upp en bild av detta fornminne      |
| Kville 919:1                        | Fiskeläge                        |              | Kville, Bohuslän    |       | 58.582608, 11.217580 | 10156409190001 | Ladda upp en bild av detta fornminne      |
| Kville 920:1                        | Fiskeläge                        |              | Kville, Bohuslän    |       | 58.584966, 11.217036 | 10156409200001 | Ladda upp en bild av detta fornminne      |
| Kville 924:1                        | Fiskeläge                        |              | Kville, Bohuslän    |       | 58.580271, 11.210351 | 10156409240001 | Ladda upp en bild av detta fornminne      |
| Kville 927:1                        | Fiskeläge                        |              | Kville, Bohuslän    |       | 58.572699, 11.220853 | 10156409270001 | Ladda upp en bild av detta fornminne      |
| Kville 928:1                        | Fiskeläge                        |              | Kville, Bohuslän    |       | 58.573894, 11.220268 | 10156409280001 | Ladda upp en bild av detta fornminne      |
| Kville 933:1                        | Fiskeläge                        |              | Kville, Bohuslän    |       | 58.565128, 11.225490 | 10156409330001 | Ladda upp en bild av detta fornminne      |
| Kville 933:2                        | Fiskeläge                        |              | Kville, Bohuslän    |       | 58.565402, 11.224279 | 10156409330002 | Ladda upp en bild av detta fornminne      |
| Kville 935:2                        | Ristning, medeltid/historisk tid |              | Kville, Bohuslän    |       | 58.560874, 11.192820 | 10156409350002 | Ladda upp en till bild av detta fornminne |
| Kville 935:3                        | Ristning, medeltid/historisk tid |              | Kville, Bohuslän    |       | 58.560403, 11.191717 | 10156409350003 | Ladda upp en till bild av detta fornminne |
| Kville 935:4                        | Ristning, medeltid/historisk tid |              | Kville, Bohuslän    |       | 58.560813, 11.190565 | 10156409350004 | Ladda upp en till bild av detta fornminne |
| Kyrkan (Kville 939:1)               | Husgrund, historisk tid          |              | Kville, Bohuslän    |       | 58.580299, 11.065381 | 10156409390001 | Ladda upp en bild av detta fornminne      |
| Kville 958:1                        | Stensättning                     |              | Kville, Bohuslän    |       | 58.605412, 11.475147 | 10156409580001 | Ladda upp en bild av detta fornminne      |
| Kville 958:2                        | Stensättning                     |              | Kville, Bohuslän    |       | 58.605316, 11.474916 | 10156409580002 | Ladda upp en bild av detta fornminne      |
| Kville 961:1                        | Stensättning                     |              | Kville, Bohuslän    |       | 58.611076, 11.359673 | 10156409610001 | Ladda upp en bild av detta fornminne      |
| Kville 971:1                        | Hällristning                     |              | Kville, Bohuslän    |       | 58.600891, 11.368531 | 10156409710001 | Ladda upp en bild av detta fornminne      |
| Kville 972:1                        | Gravfält                         |              | Kville, Bohuslän    |       | 58.600153, 11.371879 | 10156409720001 | Ladda upp en bild av detta fornminne      |
| Kville 975:1                        | Stensättning                     |              | Kville, Bohuslän    |       | 58.574697, 11.378557 | 10156409750001 | Ladda upp en bild av detta fornminne      |
| Kville 981:1                        | Grav markerad av sten/block      |              | Kville, Bohuslän    |       | 58.540858, 11.386261 | 10156409810001 | Ladda upp en bild av detta fornminne      |
| Kville 1005:1                       | Gravfält                         |              | Kville, Bohuslän    |       | 58.573317, 11.364600 | 10156410050001 | Ladda upp en bild av detta fornminne      |
| Kville 1020:1                       | Röse                             |              | Kville, Bohuslän    |       | 58.561721, 11.392586 | 10156410200001 | Ladda upp en bild av detta fornminne      |
| Kville 1021:1                       | Hög                              |              | Kville, Bohuslän    |       | 58.556713, 11.398034 | 10156410210001 | Ladda upp en bild av detta fornminne      |
| Kville 1023:1                       | Stensättning                     |              | Kville, Bohuslän    |       | 58.548598, 11.367855 | 10156410230001 | Ladda upp en bild av detta fornminne      |
| Kville 1023:2                       | Stensättning                     |              | Kville, Bohuslän    |       | 58.548439, 11.367942 | 10156410230002 | Ladda upp en bild av detta fornminne      |
| Kville 1025:1                       | Stensättning                     |              | Kville, Bohuslän    |       | 58.562300, 11.416003 | 10156410250001 | Ladda upp en bild av detta fornminne      |
| Kville 1034:1                       | Röse                             |              | Kville, Bohuslän    |       | 58.559171, 11.406891 | 10156410340001 | Ladda upp en bild av detta fornminne      |
| Kville 1042:1                       | Hög                              |              | Kville, Bohuslän    |       | 58.566465, 11.381957 | 10156410420001 | Ladda upp en bild av detta fornminne      |
| Kville 1047:1                       | Stensättning                     |              | Kville, Bohuslän    |       | 58.540667, 11.343848 | 10156410470001 | Ladda upp en bild av detta fornminne      |
| Kville 1047:2                       | Stensättning                     |              | Kville, Bohuslän    |       | 58.540888, 11.343748 | 10156410470002 | Ladda upp en bild av detta fornminne      |
| Kville 1048:1                       | Stensättning                     |              | Kville, Bohuslän    |       | 58.540093, 11.375450 | 10156410480001 | Ladda upp en bild av detta fornminne      |
| Kville 1049:1                       | Stensättning                     |              | Kville, Bohuslän    |       | 58.539938, 11.373735 | 10156410490001 | Ladda upp en bild av detta fornminne      |
| Kville 1050:1                       | Stensättning                     |              | Kville, Bohuslän    |       | 58.535516, 11.423114 | 10156410500001 | Ladda upp en bild av detta fornminne      |
| Kville 1051:1                       | Stensättning                     |              | Kville, Bohuslän    |       | 58.545525, 11.341580 | 10156410510001 | Ladda upp en bild av detta fornminne      |
| Kville 1053:1                       | Stensättning                     |              | Kville, Bohuslän    |       | 58.544599, 11.387953 | 10156410530001 | Ladda upp en bild av detta fornminne      |
| Kville 1108:1                       | Stensättning                     |              | Kville, Bohuslän    |       | 58.578837, 11.354901 | 10156411080001 | Ladda upp en bild av detta fornminne      |
| Kville 1108:2                       | Stensättning                     |              | Kville, Bohuslän    |       | 58.578750, 11.354704 | 10156411080002 | Ladda upp en bild av detta fornminne      |
| Kville 1110:1                       | Hög                              |              | Kville, Bohuslän    |       | 58.579977, 11.356942 | 10156411100001 | Ladda upp en bild av detta fornminne      |
| Kville 1111:1                       | Hög                              |              | Kville, Bohuslän    |       | 58.580066, 11.358686 | 10156411110001 | Ladda upp en bild av detta fornminne      |
| Kville 1128:1                       | Grav markerad av sten/block      |              | Kville, Bohuslän    |       | 58.585584, 11.362577 | 10156411280001 | Ladda upp en bild av detta fornminne      |
| Kville 1128:2                       | Grav markerad av sten/block      |              | Kville, Bohuslän    |       | 58.585641, 11.362473 | 10156411280002 | Ladda upp en bild av detta fornminne      |
| Kville 1128:3                       | Grav markerad av sten/block      |              | Kville, Bohuslän    |       | 58.585659, 11.362309 | 10156411280003 | Ladda upp en bild av detta fornminne      |
| Kville 1129:1                       | Stensättning                     |              | Kville, Bohuslän    |       | 58.563960, 11.425262 | 10156411290001 | Ladda upp en bild av detta fornminne      |
| Kville 1131:1                       | Stensättning                     |              | Kville, Bohuslän    |       | 58.591760, 11.481616 | 10156411310001 | Ladda upp en bild av detta fornminne      |
| Kville 1135:1                       | Hög                              |              | Kville, Bohuslän    |       | 58.611281, 11.387943 | 10156411350001 | Ladda upp en bild av detta fornminne      |
| Kville 1138:1                       | Stensättning                     |              | Kville, Bohuslän    |       | 58.597465, 11.399008 | 10156411380001 | Ladda upp en bild av detta fornminne      |
| Kville 1139:1                       | Stensättning                     |              | Kville, Bohuslän    |       | 58.594830, 11.413487 | 10156411390001 | Ladda upp en bild av detta fornminne      |
| Kville 1140:1                       | Stensättning                     |              | Kville, Bohuslän    |       | 58.593440, 11.413888 | 10156411400001 | Ladda upp en bild av detta fornminne      |
| Kville 1144:1                       | Röse                             |              | Kville, Bohuslän    |       | 58.590998, 11.371212 | 10156411440001 | Ladda upp en bild av detta fornminne      |
| Kville 1144:2                       | Stensättning                     |              | Kville, Bohuslän    |       | 58.591061, 11.371510 | 10156411440002 | Ladda upp en bild av detta fornminne      |
| Kville 1144:3                       | Stensättning                     |              | Kville, Bohuslän    |       | 58.590944, 11.371502 | 10156411440003 | Ladda upp en bild av detta fornminne      |
| Kville 1148:1                       | Stensättning                     |              | Kville, Bohuslän    |       | 58.607943, 11.466183 | 10156411480001 | Ladda upp en bild av detta fornminne      |
| Kville 1152:1                       | Stensättning                     |              | Kville, Bohuslän    |       | 58.548107, 11.504945 | 10156411520001 | Ladda upp en bild av detta fornminne      |
| Kville 1160:1                       | Hällristning                     |              | Kville, Bohuslän    |       | 58.557718, 11.331153 | 10156411600001 | Ladda upp en bild av detta fornminne      |
| Kville 1161:1                       | Hällristning                     |              | Kville, Bohuslän    |       | 58.560425, 11.305553 | 10156411610001 | Ladda upp en bild av detta fornminne      |
| Kville 1162:1                       | Grav markerad av sten/block      |              | Kville, Bohuslän    |       | 58.570142, 11.327062 | 10156411620001 | Ladda upp en bild av detta fornminne      |
| Kville 1166:2                       | Grav- och boplatsområde          |              | Kville, Bohuslän    |       | 58.612167, 11.347971 | 10156411660002 | Ladda upp en bild av detta fornminne      |
| Kville 1288:1                       | Röse                             |              | Kville, Bohuslän    |       | 58.645227, 11.413072 | 10156412880001 | Ladda upp en bild av detta fornminne      |
| Kville 1306:1                       | Stensättning                     |              | Kville, Bohuslän    |       | 58.593653, 11.289435 | 10156413060001 | Ladda upp en bild av detta fornminne      |
| Kville 1313:1                       | Hällristning                     |              | Kville, Bohuslän    |       | 58.600428, 11.375487 | 10156413130001 | Ladda upp en bild av detta fornminne      |
| Kville 1328:1                       | Ristning, medeltid/historisk tid |              | Kville, Bohuslän    |       | 58.602710, 11.366669 | 10156413280001 | Ladda upp en bild av detta fornminne      |
| Kville 1329:1                       | Hällristning                     |              | Kville, Bohuslän    |       | 58.602873, 11.366917 | 10156413290001 | Ladda upp en bild av detta fornminne      |
| Kville 1332:1                       | Hällristning                     |              | Kville, Bohuslän    |       | 58.619303, 11.357975 | 10156413320001 | Ladda upp en bild av detta fornminne      |
| Kville 1341:1                       | Stensättning                     |              | Kville, Bohuslän    |       | 58.666272, 11.415227 | 10156413410001 | Ladda upp en bild av detta fornminne      |
| Kville 1345                         | Hällristning                     |              | Kville, Bohuslän    |       | 58.535235, 11.395229 | 12000000006364 | Ladda upp en bild av detta fornminne      |
| Kville 1346                         | Hällristning                     |              | Kville, Bohuslän    |       | 58.534659, 11.393791 | 12000000006366 | Ladda upp en bild av detta fornminne      |
| Kville 1347                         | Hällristning                     |              | Kville, Bohuslän    |       | 58.534569, 11.395373 | 12000000006368 | Ladda upp en bild av detta fornminne      |
| Kville 1351                         | Stensättning                     |              | Kville, Bohuslän    |       | 58.663573, 11.428347 | 12000000010033 | Ladda upp en bild av detta fornminne      |
| Kville 1363                         | Ristning, medeltid/historisk tid |              | Kville, Bohuslän    |       | 58.557640, 11.394929 | 12000000025150 | Ladda upp en bild av detta fornminne      |
| Kville 1376                         | Husgrund, historisk tid          |              | Kville, Bohuslän    |       | 58.589322, 11.221231 | 12000000051320 | Ladda upp en bild av detta fornminne      |
| Kville 1377                         | Röse                             |              | Kville, Bohuslän    |       | 58.542150, 11.330006 | 12000000051475 | Ladda upp en bild av detta fornminne      |
| Kville 1429                         | Stensättning                     |              | Kville, Bohuslän    |       | 58.621042, 11.318409 | 12000000127829 | Ladda upp en bild av detta fornminne      |
| Kville 1430                         | Stensättning                     |              | Kville, Bohuslän    |       | 58.623826, 11.315760 | 12000000127830 | Ladda upp en bild av detta fornminne      |
| Kville 1440                         | Ristning, medeltid/historisk tid |              | Kville, Bohuslän    |       | 58.580299, 11.065381 | 12000000128080 | Ladda upp en bild av detta fornminne      |
| Kville 1485                         | Fiskeläge                        |              | Kville, Bohuslän    |       | 58.583039, 11.069006 | 12000000131120 | Ladda upp en bild av detta fornminne      |